# 钓鱼

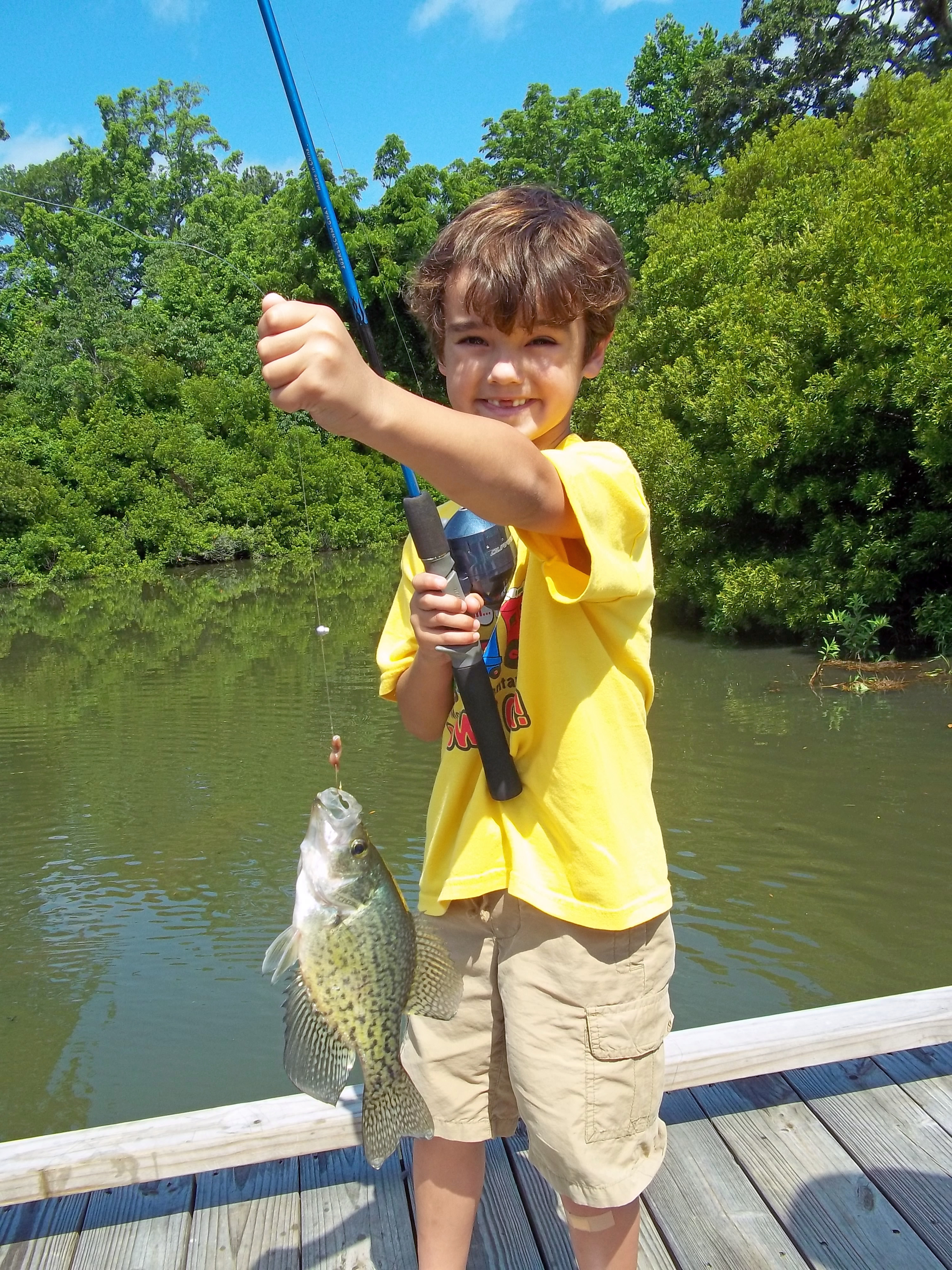
钓到黑莓鲈的男孩

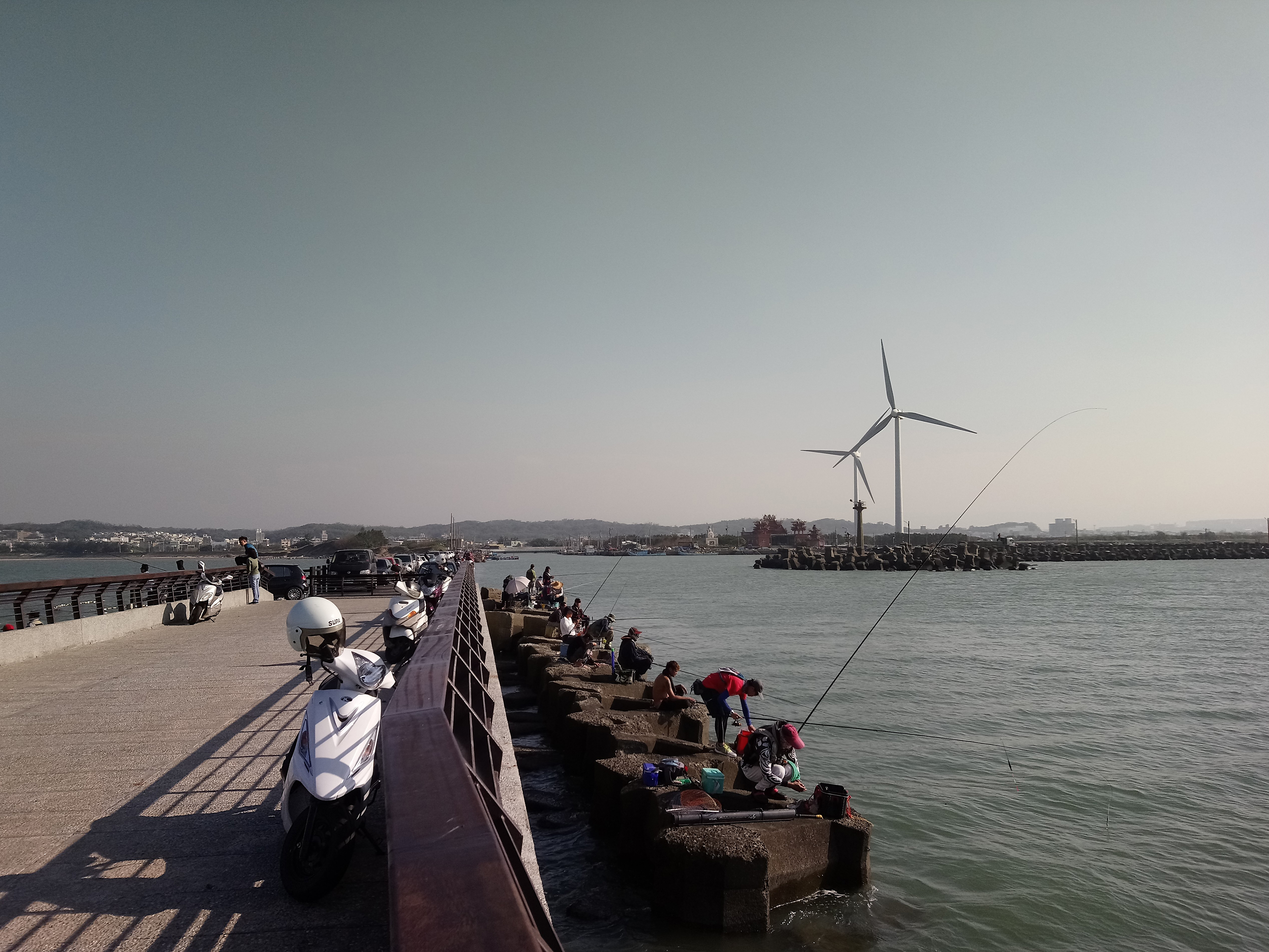
海山漁港內的釣客。

钓鱼是一種用鱼线牵扯挂有鱼饵的鱼钩诱捕鱼类的捕鱼方法。最常见的钓鱼法是使用鱼竿伸展到水面上方操控鱼线的垂钓，是很受民间欢迎的休闲户外运动，也是主流的休闲捕鱼形式，参与垂钓活动的人常被称作钓者或钓客，其中技能熟练的钓鱼人被称为钓手。除垂钓外比较不常见的还有不使用鱼竿的线钓，包括古老的手线钓以及通常用于商业捕鱼的延绳钓、坠绳钓和拖线钓等方式，可以在岸边或船舶上使用。
在钓鱼时，钓者会将带饵的鱼钩抛入选定的水域，然后等待被鱼饵吸引的鱼类出于觅食本能进行吞咬（所谓的“咬钩”），因为绝大多数鱼类采用负压吸水的进食方式，因此通常会连饵带钩一起吞进口中。当鱼吞入鱼钩后，鱼钩上的弯尖有大概率会从内侧刺穿上皮嵌入软组织并挂住鱼嘴、鱼喉或鱼鳃，使得鱼也因此被鱼线牵扯而难以逃脱（所谓的“上钩”或“中鱼”）。钓鱼者可以通过浮标、颤尖、电子警报器或用触觉感受鱼线的状态变化来判断是否已经成功引鱼上钩，并挑杆抽线让鱼钩卡得更深更牢固，随后开始收线将鱼拉近并试图最终拽出水面。除了使用鱼竿和鱼线外，钓鱼者还可能使用抄网帮助捞鱼、甚至用刨钩拉鱼。
钓鱼在英语中的专用词源自古英语angol（意为“钩子”），通常专指使用钓竿的垂钓；不使用钓竿的线钓则用笼统的“line fishing”（意为“用线捕鱼”）来形容。

## 歷史

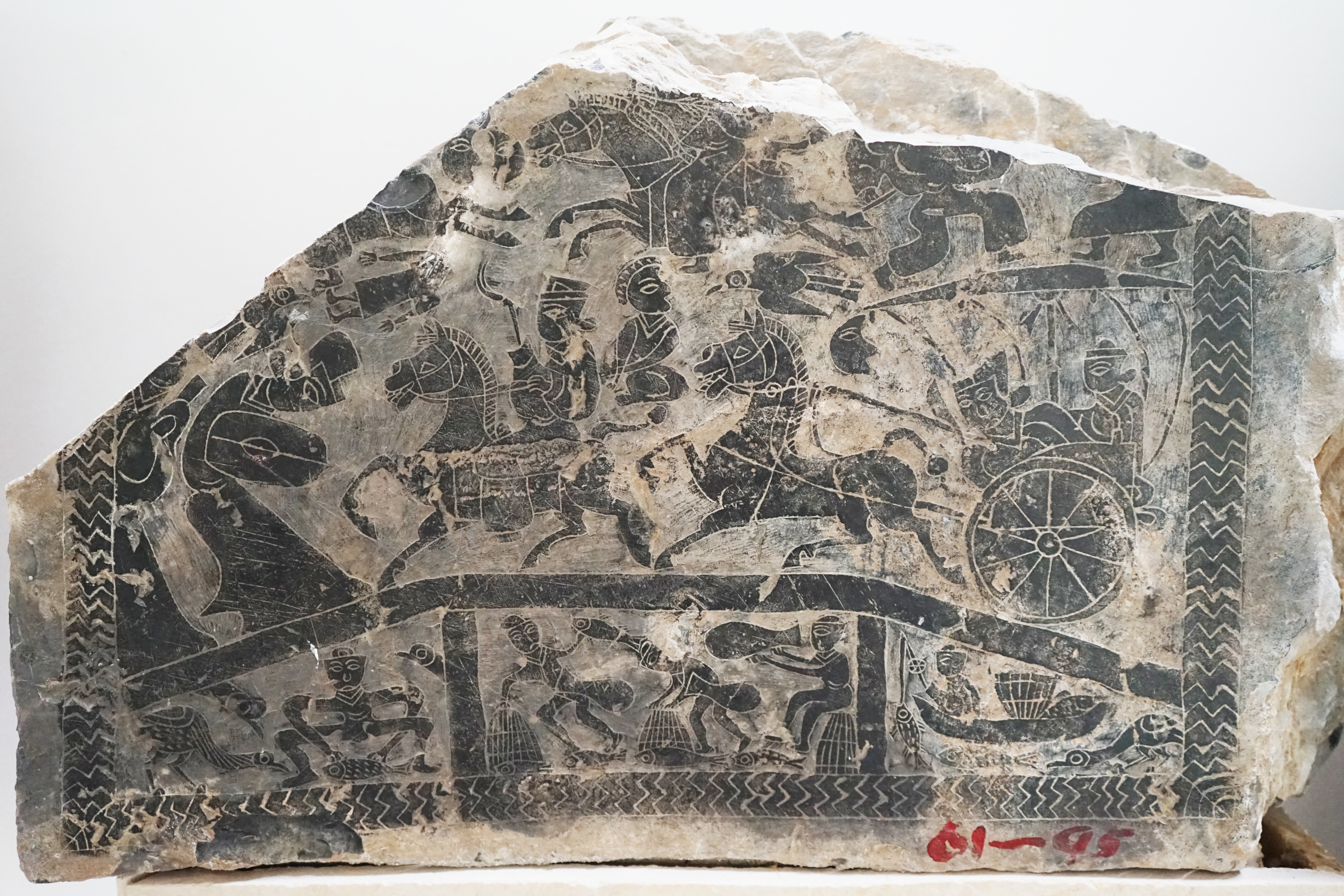
东汉画像石上描述的钓鱼图案（右下角）

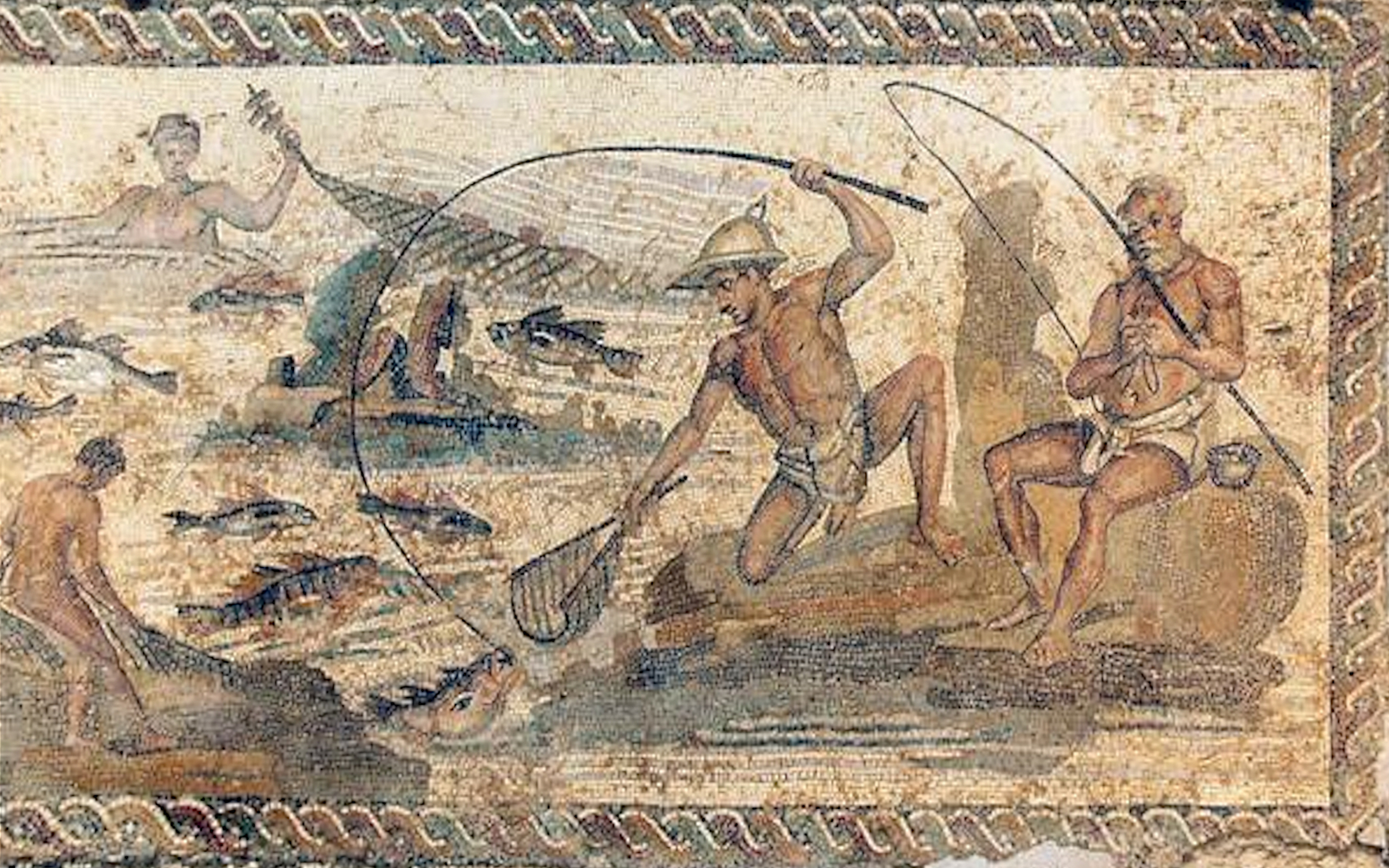
公元一世纪大莱普提斯的尼罗河钓鱼人的镶嵌画

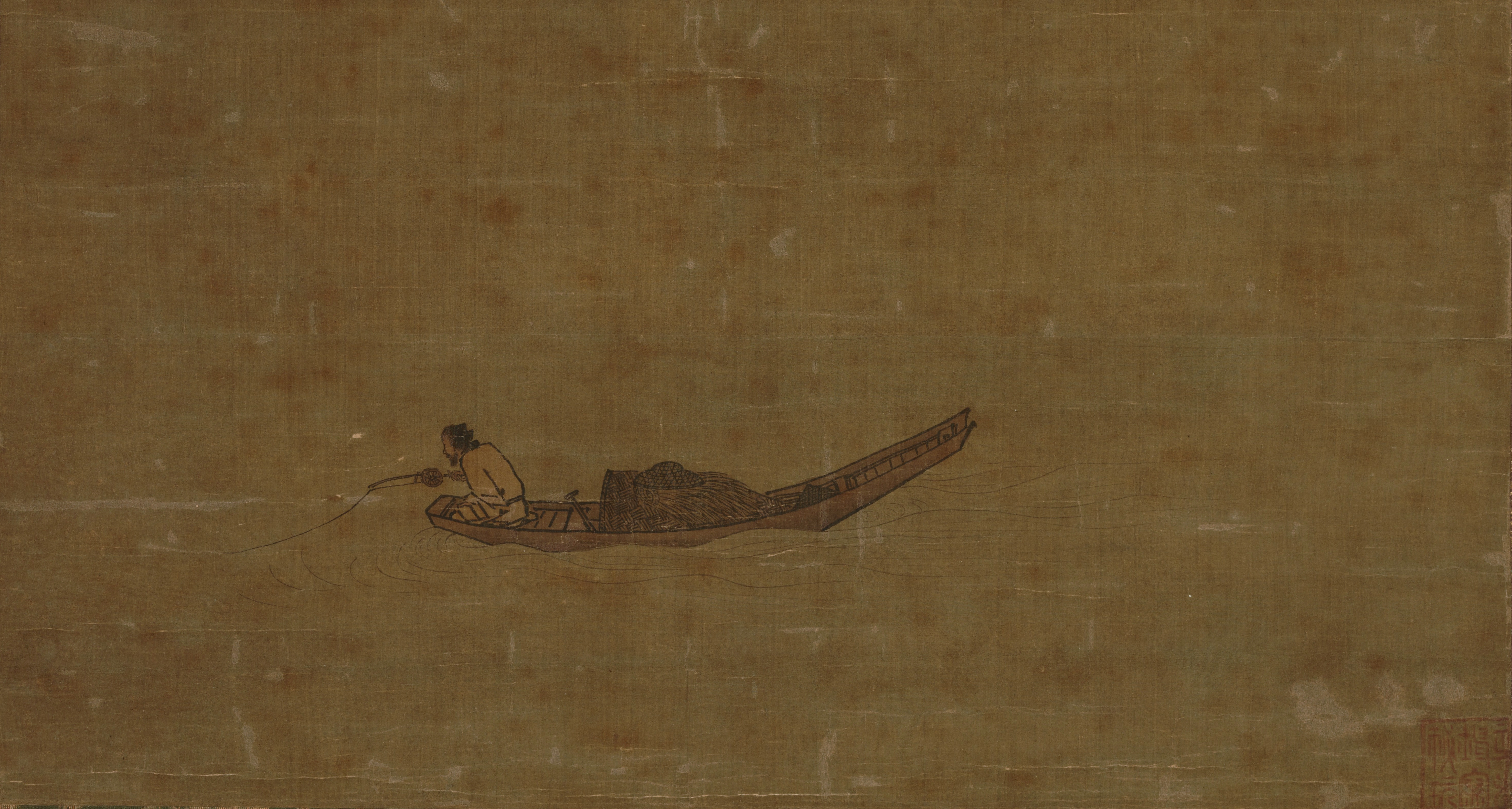
南宋画家马远在1195年的画作《寒江独钓图》

钓鱼和网鱼、刺鱼一样，从史前时期开始就是人类捕获食用鱼摄取蛋白质的重要方式之一。世界各地的狩猎采集者在旧石器中期就已经先后开始使用笔直或弓形的双尖细棍（英語：gorge，也称鱼卡，即所谓的“卡钩”或“直钩”）进行手线作钓，到了旧石器晚期则开始出现骨骼或贝壳制作的弯钩。在新石器革命之后，进入农业社会的智人开始大量使用金属（通常为青铜）制成的鱼钩，鱼竿也成为了常用的钓具。
在古代中国，钓鱼至少在商代就是民间的日常活动之一，周文王就曾和他的兒子們在靈沼釣魚取樂，“姜太公钓鱼”的故事也家喻户晓。戰國時范蠡也愛釣魚，常把所釣之魚供給越王勾踐食用。到了汉代，垂钓文化已经非常普及，“渔樵耕读”也成了中国乡间社会基层生活的文化符号，传统民俗绘画和家具雕刻也常以此为题材。在唐宋时期，钓鱼已成了跨越社会阶层的休闲活动，许多诗词中都有关于垂钓的描写。
二十世紀八十年代，中國大陸的各級釣魚協會成立，釣魚地點也從自然水域向養殖水域過度，所釣之魚則從粗養向細養過度。人數增多、水體污染及濫捕濫撈導致釣魚難度上升。釣魚協會開始與漁民和農民簽訂文件，使更多釣者能夠在養殖水域釣魚，達到了雙贏的目的。二十世紀九十年代初，來自台灣的懸釣法（即“台钓”）走紅中国大陆，各地開始建造標準釣池。
进入二十一世纪，發達國家的釣者提倡回顧自然，引發新一輪野釣戰；而中國的釣者則因为过度捕捞和环境破坏造成的天然鱼类资源匮乏而更青睞精養鱼塘。同时盛行于西方的假饵钓鱼（“路亚”）也开始在中国大陆逐渐普及，各类钓鱼比赛的规模和奖金也有了显著提升。

### 现代意义

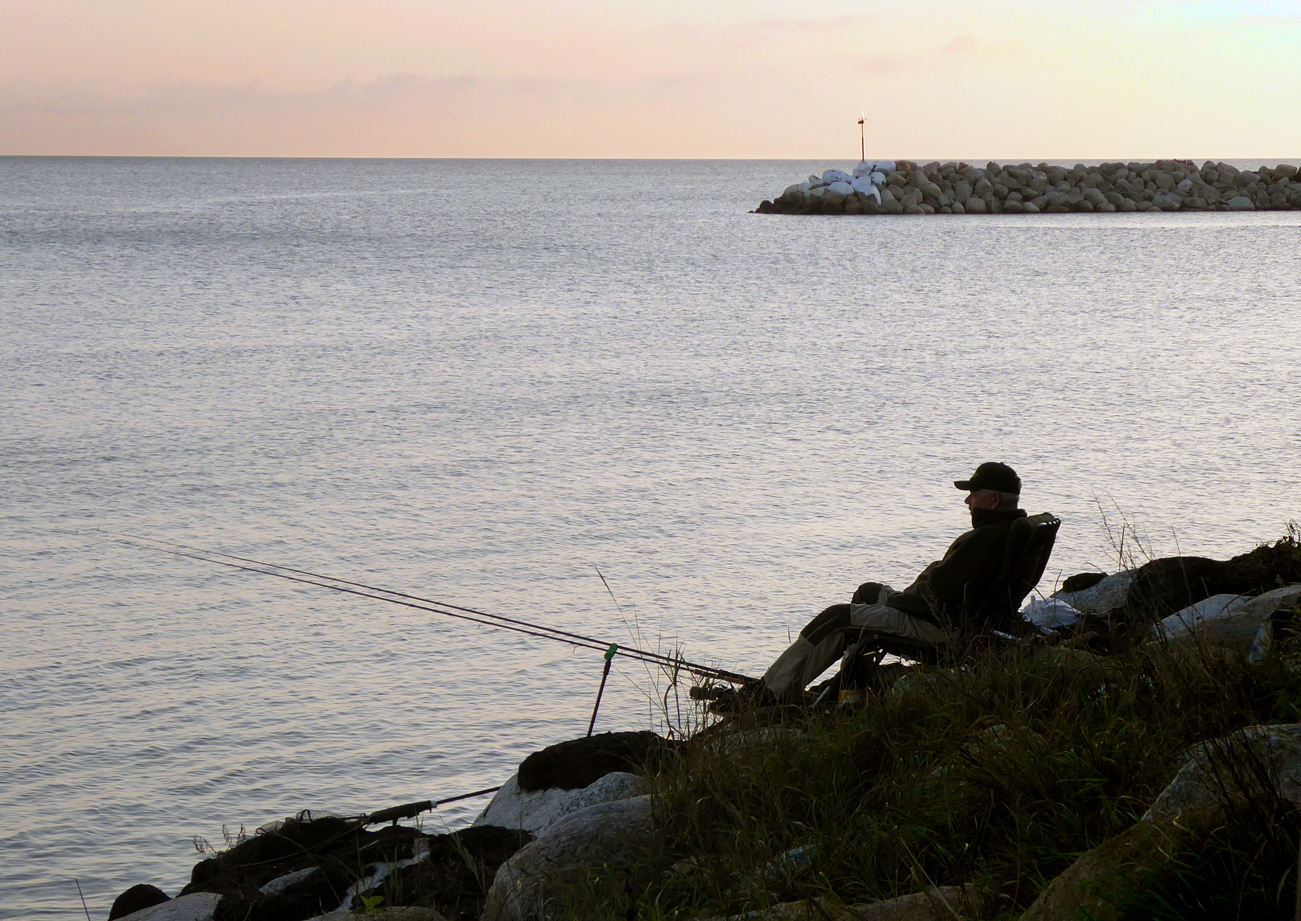
现代休闲捕鱼

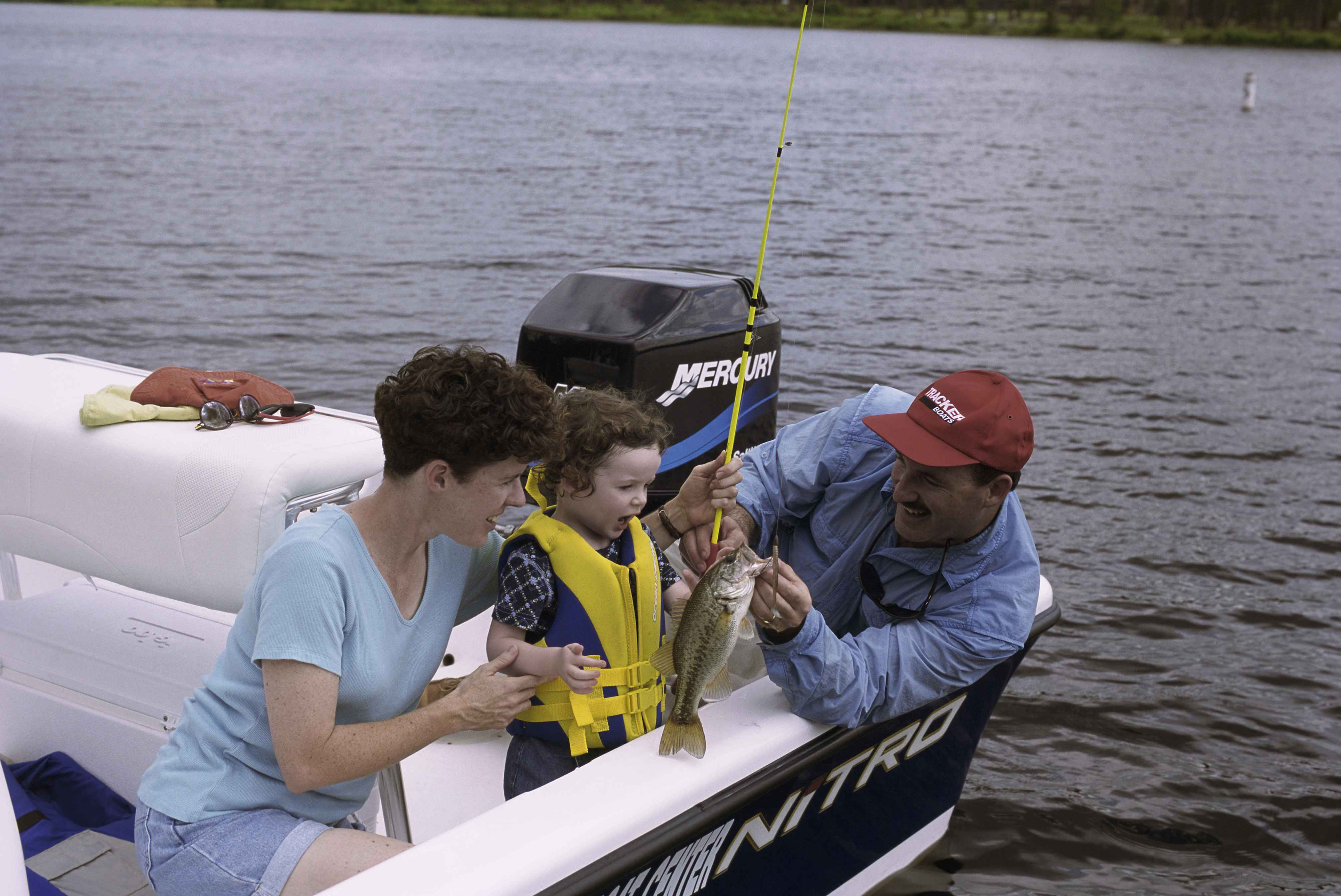
钓鱼可以增进亲朋感情

大多数现代人已经不需要亲自捕鱼来满足食物需求，因此钓鱼如今只用于休闲捕鱼，成了一種娱乐消遣、竞技加上社交的户外运动。每到节假日各种公园池塘、河溪湿地、湖泊水库、海湾沿岸都是钓友的好去处，有机动车的人甚至远行到偏僻乡村的山林内享受更原生态的野钓。
釣法依鱼竿上的渔具配置形式主要可粗分為没有线轮的手竿作钓以及有线轮的轮竿作钓兩種。亚洲国家偏向于用真饵钓鱼，而且手竿偏多；而欧美国家偏向用拟饵钓鱼，更多使用轮竿抛线，而且大概率会钓获放流。

#### 钓鱼比赛

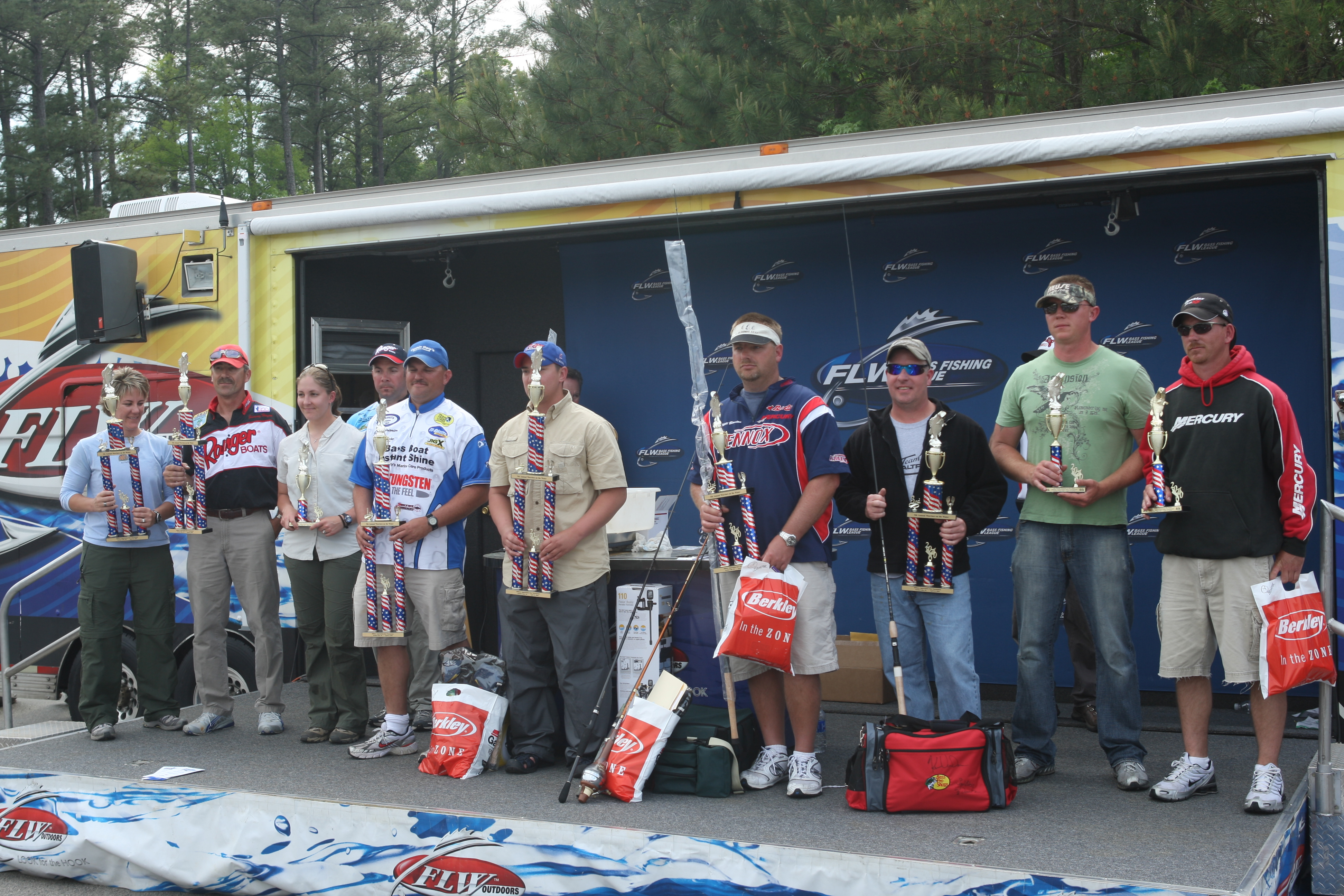
钓鱼比赛

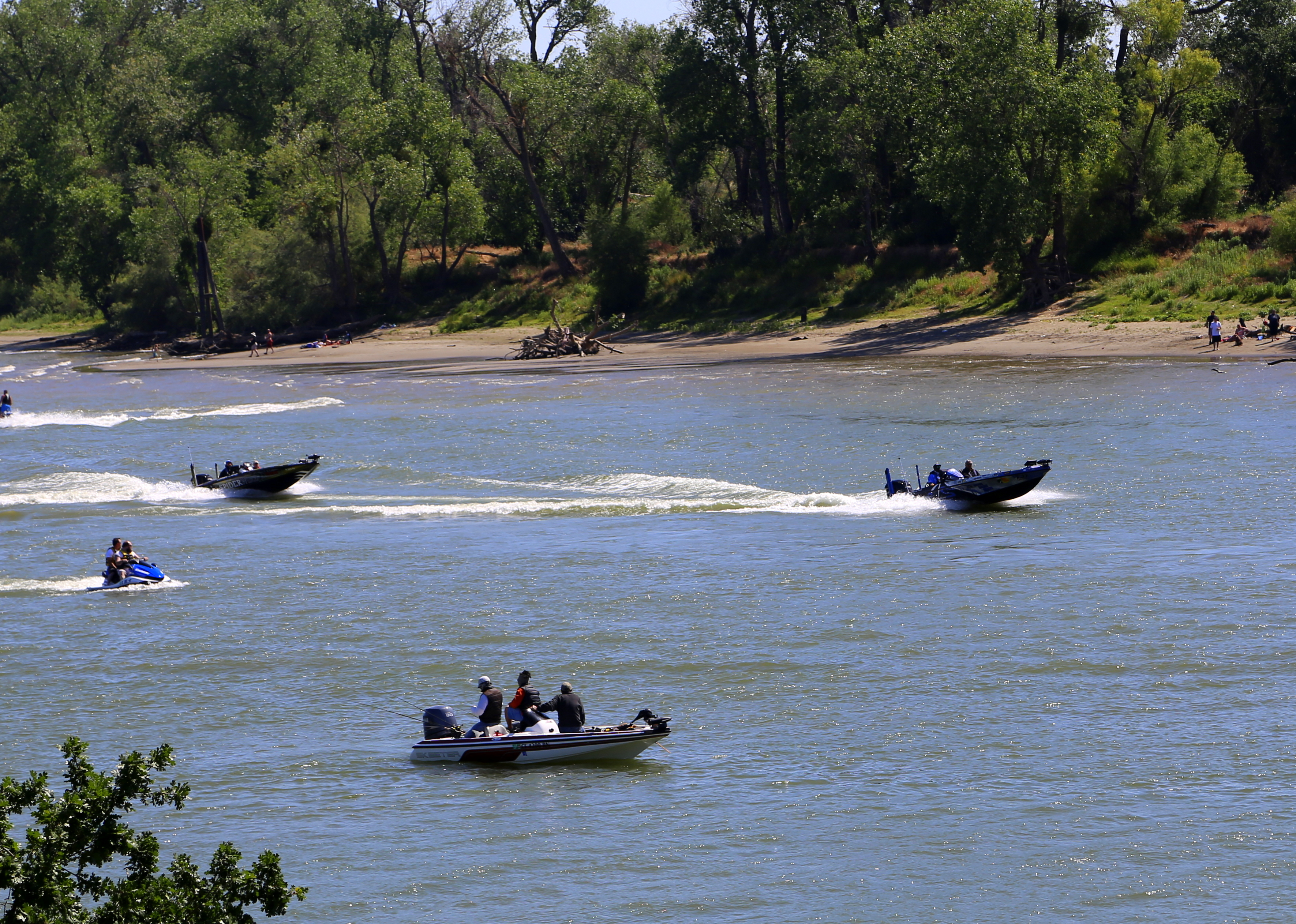
鲈钓大师精英赛（Bassmaster Elite）中萨克拉门托河上的船钓场景

休闲捕鱼爱好者之间可能会举行钓鱼比赛，小规模的比赛通常由当地的俱乐部操办，一些规模较大的比赛则由专业的体育组织负责举办，甚至有大众媒体参与报道赛事进程，比赛过程中也会有严格的规则限制和裁判监督，参与者需要付费购买参赛的资格。钓鱼比赛的形式通常是在指定钓场和时段内以个人渔获总重量的多少决定钓手的排位，渔获最多的钓手会赢得赛事颁发的奖杯和奖金。一些钓鱼比赛因为有赞助商参与奖金也较为丰厚，因此会有职业钓手参与。因为大型赛事可能会对当地环境和鱼群数量造成影响，因此许多主流钓鱼赛事都制定了操守标准以便将负面冲击最小化，一些赛事甚至会要求钓手在钓获后迅速测量并放流。
在美国有近6000万休闲钓鱼者，人数超过参与高尔夫球（2480万人）和网球（1780万人）的总合，每年有约三万到五万项地方赛和巡回赛，而因为许多州并不要求注册赛事所以实际数据可能还被低估。比较有名的大型钓鱼比赛包括：
- 鲈钓大师公开赛（Bassmaster Opens）
- 美国鲈钓大联盟（Major League Fishing，简称MLF）
  - 职业鲈钓巡回赛（Bass Pro Tour）
  - 世界户外钓鱼大赛（Fishing League Worldwide，简称FLW），现已被MLF全股收购
    - 渔具仓库职业巡回赛（Tackle Warehouse Pro Circuits）
    - 丰田系列赛（Toyota Serie）
    - 不死鸟鲈钓联盟（Phoenix Bass Fishing League）
    - 阿布加西亚大学钓鱼赛（Abu Garcia College Fishing）
    - 高校钓鱼赛（High School Fishing）
- 世界淡水钓鱼锦标赛（World Freshwater Angling Championships）
- 世界飞蝇钓锦标赛（World Fly Fishing Championships）
- 鳟鱼大师挑战赛（Troutmasters Challenge）
- 比斯比黑蓝枪鱼巡回赛（Bisbee's Black & Blue Tournaments）
- 白旗鱼公开赛（White Marlin Open）
- 中大西洋咸水钓鱼巡回赛（Mid-Atlantic Saltwater Fishing Tournament）
- 世界离岸锦标赛（Offshore World Championship）

### 钓鱼游

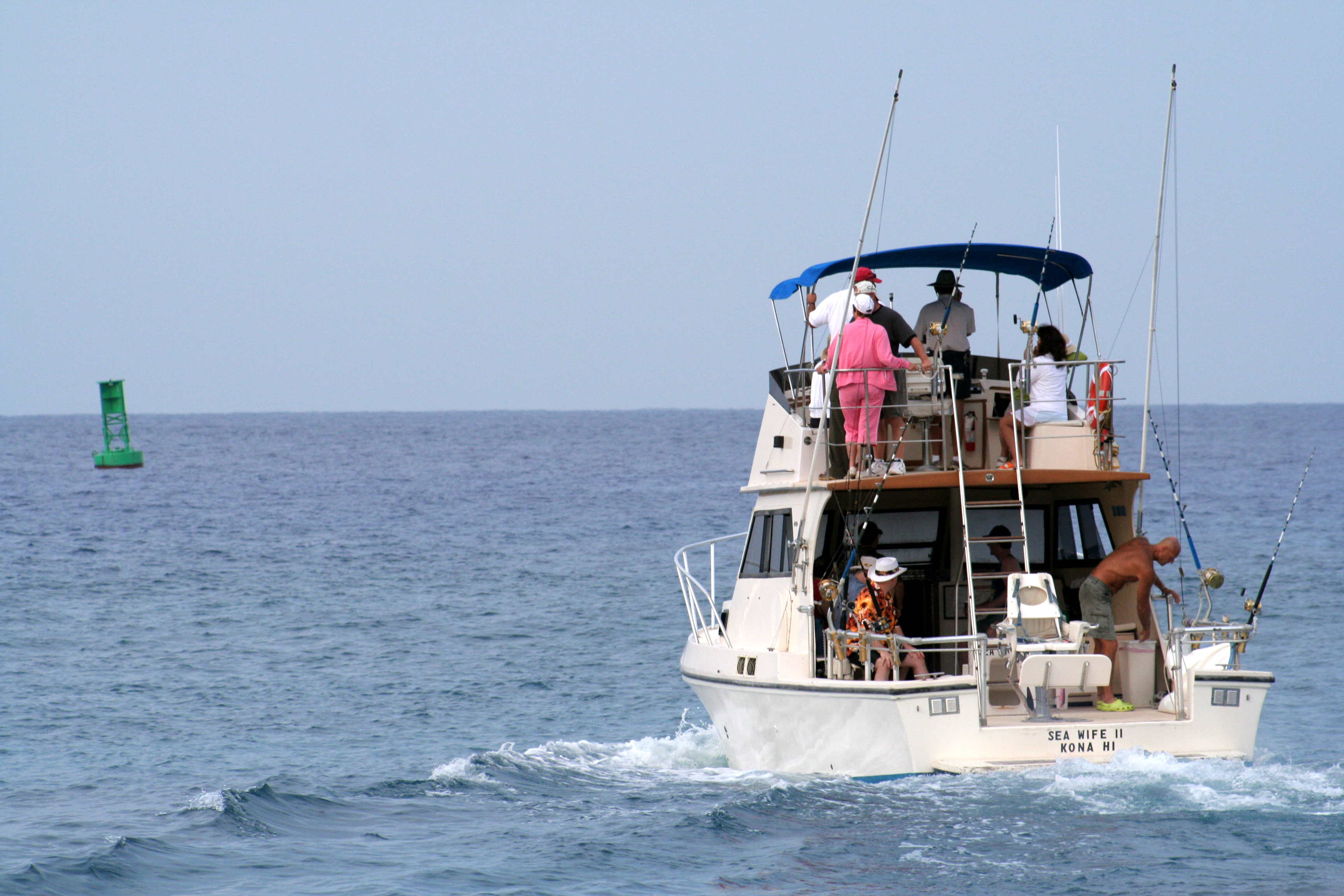
夏威夷的专业钓鱼游艇

因为许多高价值游钓鱼只在指定地区的特殊水域内才能遇到，因此钓鱼人有时需要专程安排出游到外地的钓场，这类旅行被称作“钓鱼游”（fishing trip）。因为钓鱼游比在当地水域作钓的出行成本要高，很少会有人独自进行，经常会出现数个钓友相约一同出行、共乘交通工具甚至通勤的情况。
许多钓场可能需要进行船钓才会捕到鱼，甚至有些钓场（比如大型湿地内部、山区内的湖泊、海湾中央、外海等）不使用船舶根本就无法到达。而大部分普通人并不拥有私家船，即使有也不一定能将船舶随意运送到所需的水域，而且在对当地水文情况不熟悉的情况下亲自航船也会增加事故的风险，因此租用当地船舶和专业人员帮助出航就成了钓鱼游常见的行为。许多地方的船主、渔民和职业钓手因为平时没有其它足够的收入来源，也乐于借外地游客前来钓鱼的机会发展副业提供渔船和游艇出租的业务，并额外提供所需的专业器材（比如救生衣、探鱼器、潜水器材等），甚至充当导游和钓鱼教练用丰富的作钓经验帮助满足钓客们对渔获的需求。这类钓鱼租赁（fishing charter）在许多西方国家的滨水旅游区是非常重要的服务业，主要针对中产阶级消费者，一些较为高端（因此服务目标也更针对上层社会）的租船企业还会在船上提供摄影、餐饮和其它特殊的娱乐服务（包括蜜月游、影视、乐队、酒会等，甚至博彩和应招服务）。
根据IBISWorld的市场报告，美国的渔船租赁产业（包括商业和休闲捕鱼）的市场规模约在3.57亿美元，共有3085个企业雇用4902名从业人员。渔船租赁产业的规模曾在2018年达到巅峰，但随后因为新冠疫情的影响受到重挫，但有望在疫情结束后得到恢复。

## 方式

### 垂钓

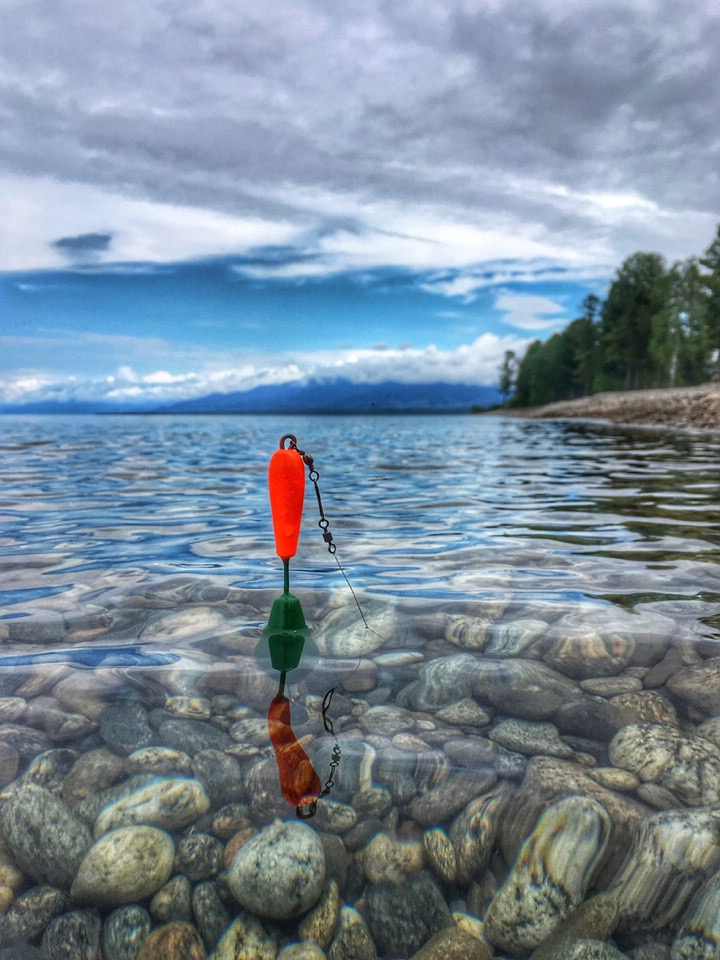
浮钓

垂钓（rod fishing）指使用鱼竿伸展到水面上操纵鱼线，常见的方式主要分为饵钓（bait fishing，指用食物作鱼饵）和拟钓（lure fishing，指用不可食用的假饵进行诱骗作钓）两大类，而饵钓又主要分浮钓和底钓两种钓法；除此之外还有拖钓和漂钓等不太常见的垂钓方式。

#### 浮钓
浮钓（float fishing）是最传统、最常见的垂钓方式，使用连接在鱼线上的轻型浮标——鱼漂（float或bobber）做为咬钩指示器（bite indicator），挂着鱼饵的鱼钩会在自身重力与鱼漂浮力的平衡下悬停在水面下方。在投钩时，钓者还可以利用鱼漂重量提供的额外动量将鱼钩抛得更远，然后鱼漂会随波浮到指定水域。当有鱼吞饵咬钩时，鱼漂会因为下方的钩线被拉扯而沉入水中或被四处拖动，钓者也因此可以通过视觉可见的鱼漂状态变化了解水面下的情况并决定是否挑杆收线。

#### 底钓

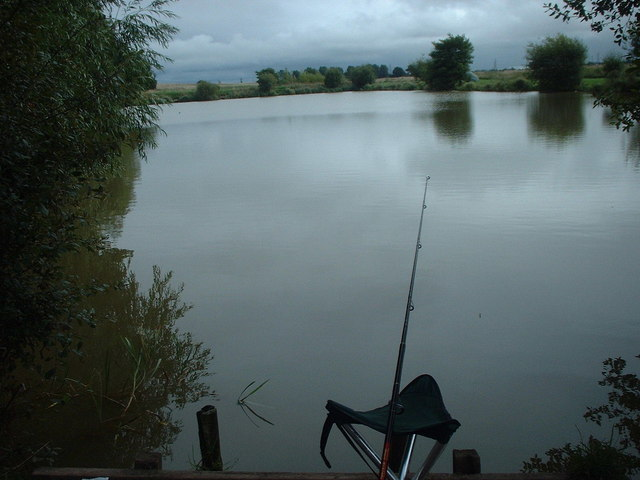
湖边底钓，注意没有使用鱼漂

底钓（bottom fishing，在英国也称legering）不使用鱼漂，而是使用较重的沉子将鱼线和鱼钩保持在水底位置，主要用来诱捕底栖鱼类（比如吸口鲤、真鲷、鲶鱼和莓鲈等）。因为沉子通常用高比重的材料（常见的是铅、钨等重金属，偶尔是黄铜或不锈钢等中等比量的合金）制成，可提供的额外质量和动量都较大，因此可以帮助将鱼钩抛投到离岸非常远的水区。因为不使用鱼漂，底钓完全依赖传递鱼线振动来监测水下状态，使用的鱼竿末端会延伸有一个质轻且富有弹性的颤尖（quiver tip）做为咬钩指示器，在鱼咬钩时会将鱼线振动放大成明显的竿尖颤抖，通常还会配有夹在竿梢上的小铃或蜂鸣器发出声响来提醒钓者。有时候底钓用沉子会被一个笼状的撒饵器（feeder，也称“打窝器”）取代，其中装有散饵可以释放更大量的气味以增加诱鱼效果。

#### 拟钓

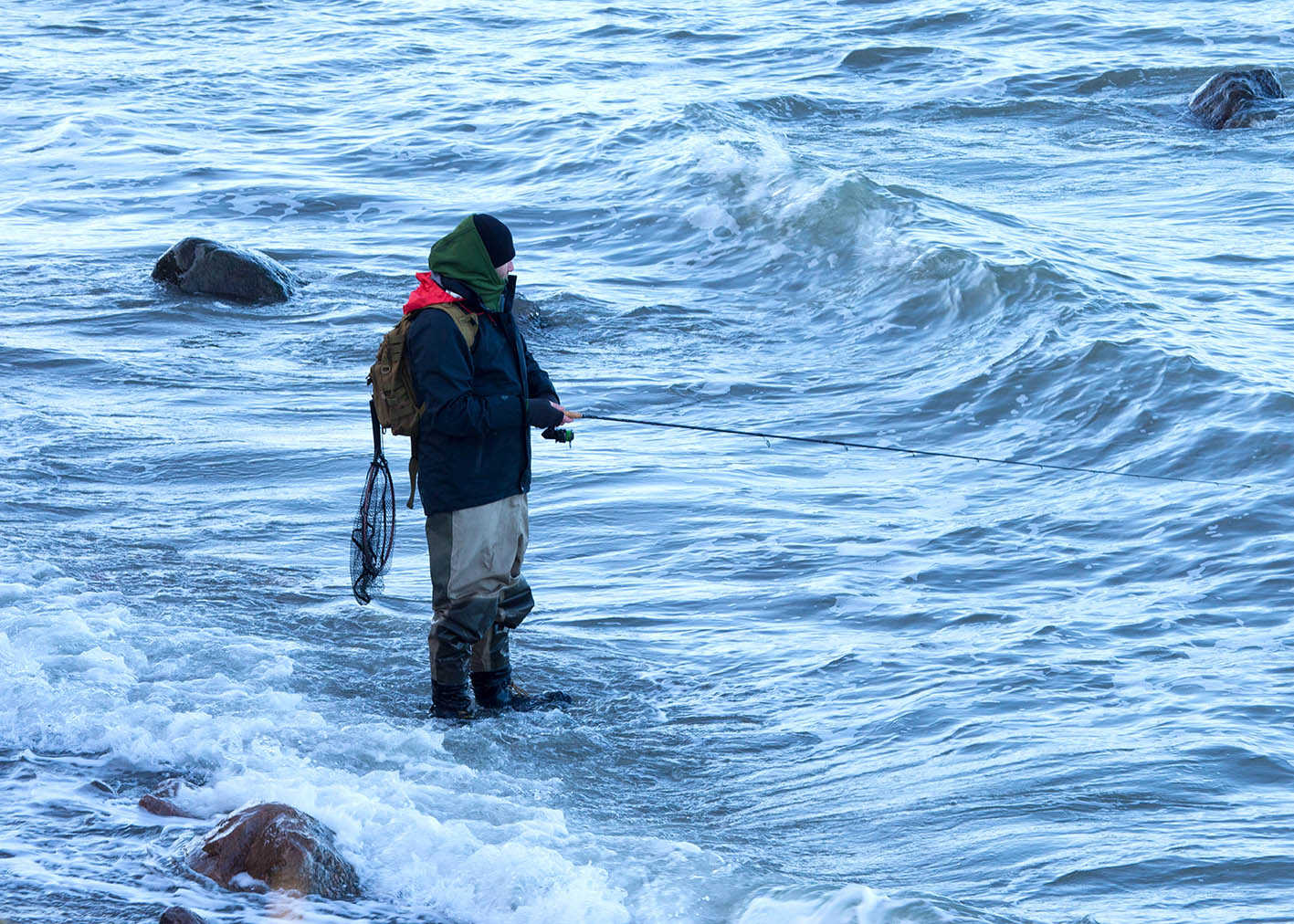
拟钓

拟钓（lure fishing）也音译称“路亚钓”或“路亚”，使用仿生的假鱼饵——拟饵（lure，也音译“路亚饵”）来模拟掠食性鱼类喜欢捕食的猎物并诱骗其吞咬。与用真正食物（真饵）诱鱼的饵钓（浮钓和底钓）不同，假饵通常使用不可食用的材料（比如木材、金属、环氧树脂、有机玻璃、弹性塑料、毛料等）制作，分为硬体（hard-body）和软体（soft-body）两大类，会至少配有一个鱼钩（硬体饵通常会使用三尖钩），在设计上主要用来模仿小型水生动物（各种小鱼、小虾、蠕虫、蛙类等）和一些涉水的陆生动物（飞虫、小型蛇类、鼠类、水鸟等）的形态、色彩和游水时产生的水波振动。根据钓者对抛投水域内目标鱼具体位置的确认程度，拟饵在应用上还可以笼统的被分为搜索饵（search bait）和反应饵（reaction bait）两类。
在拟钓时，钓者会反复将拟饵抛投到远处水区，然后开始收线向回牵引拟饵划过水中，同时伴有随机的抖杆动作让拟饵窜动看起来更像活物。当大鱼受到诱惑攻击拟饵时，钓者会通过鱼线传导的振动和张力变化得知是否成功上钩，然后决定变化收线的速度和力度。根据收线速度和抛投频率，拟钓大致上可以归为偏向纯粹用抛饵次数和收饵声势来增加中鱼成功率的强力作钓（power fishing）、以及讲究每次抛饵都极致展现动态细节的精细作钓（finesse fishing）两类。使用重线抛超轻毛饵的飞蝇钓是精细作钓的一个特殊类别。

#### 拖钓

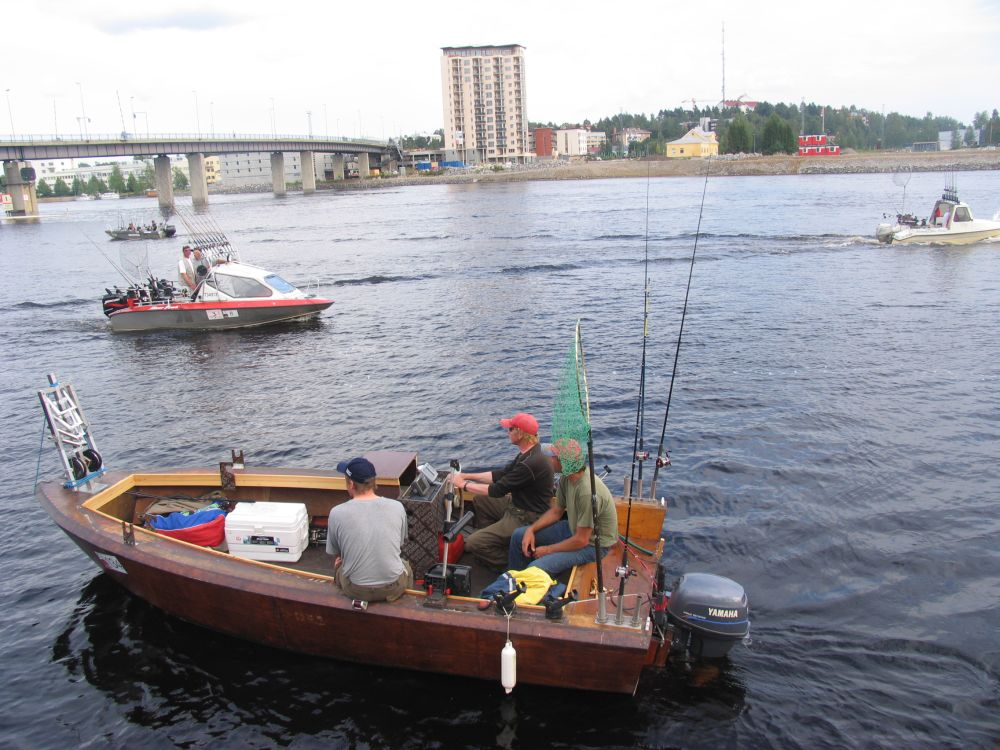
芬兰的拖钓锦标赛

拖竿钓（rod trolling）是商业拖钓（见下方）的简化版，通常使用缓慢航行的船舶进行船钓，将海钓竿固定在船尾或两侧的船舷上牵动鱼线在水中拖行，用来模拟在开放水域中匀速游动的饲料鱼。拖钓也可以在岸边的固定位置（比如突堤）上完成，一般会用带有卷线器（通常为鼓轮）的鱼竿或手线缓慢拖线，与拟钓有些许相似但通常不会积极收线，而是用鱼竿反复横向拖动鱼饵；或者由钓者持竿沿着岸边缓慢走动拖线。

##### 漂钓
漂钓（drift fishing）是拖钓的一个变种，主要讲究让沉入水中的鱼饵随波逐流，模拟漂在水中的浮游动物、水生昆虫、仔鱼和死去的生物残骸，以便吸引投机觅食的目标鱼（比如鲯鳅、红鱼或大耳马鲛）上前吞咬。漂钓通常为船钓，在无动力的小艇或关闭了发动机的动力船上进行，但也可以直接在岸基位置如同放风筝一样用拖线漂流的方式模拟逆流悬停的小鱼进行捕鱼。

### 线钓

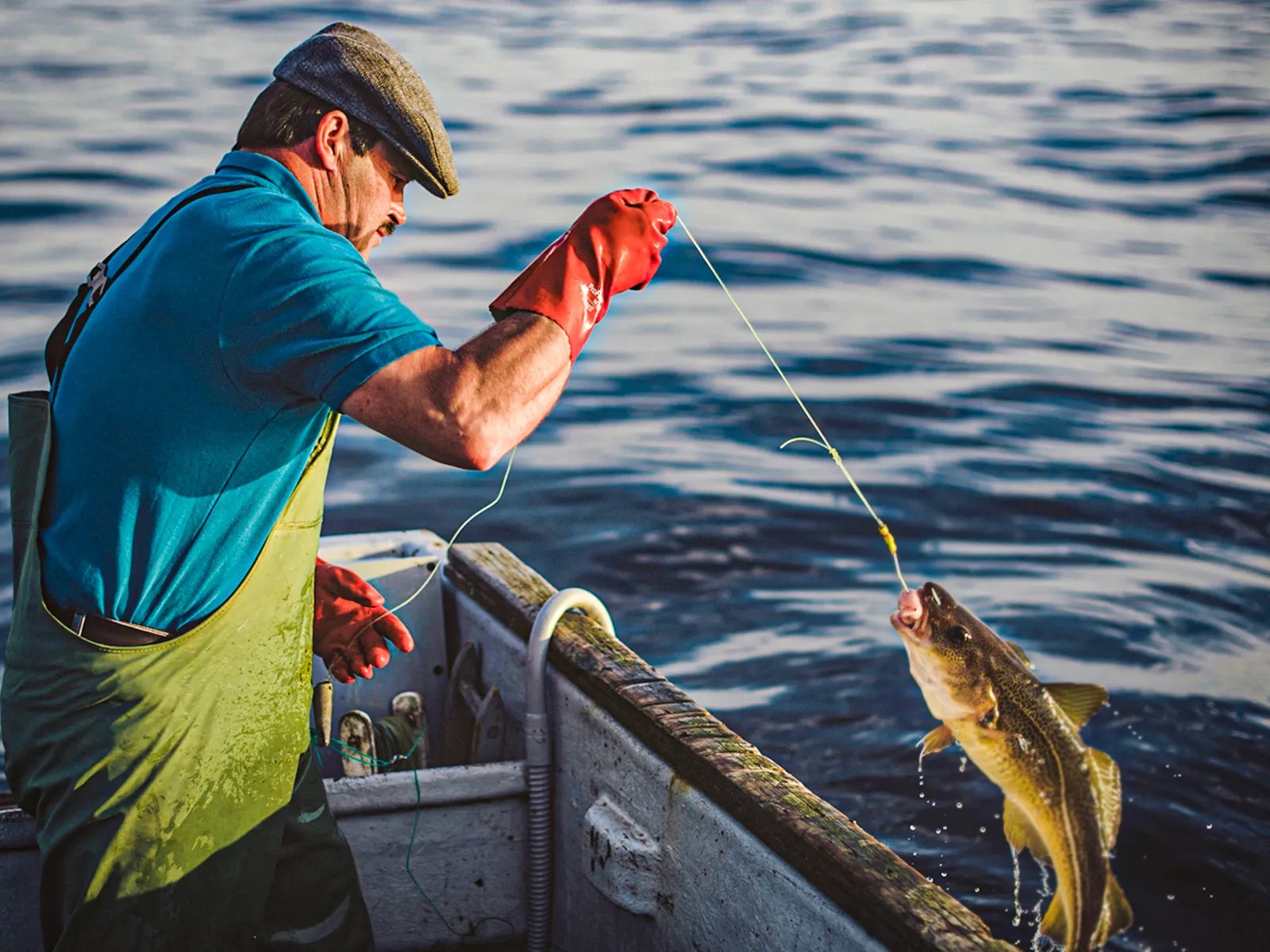
手线钓鱼

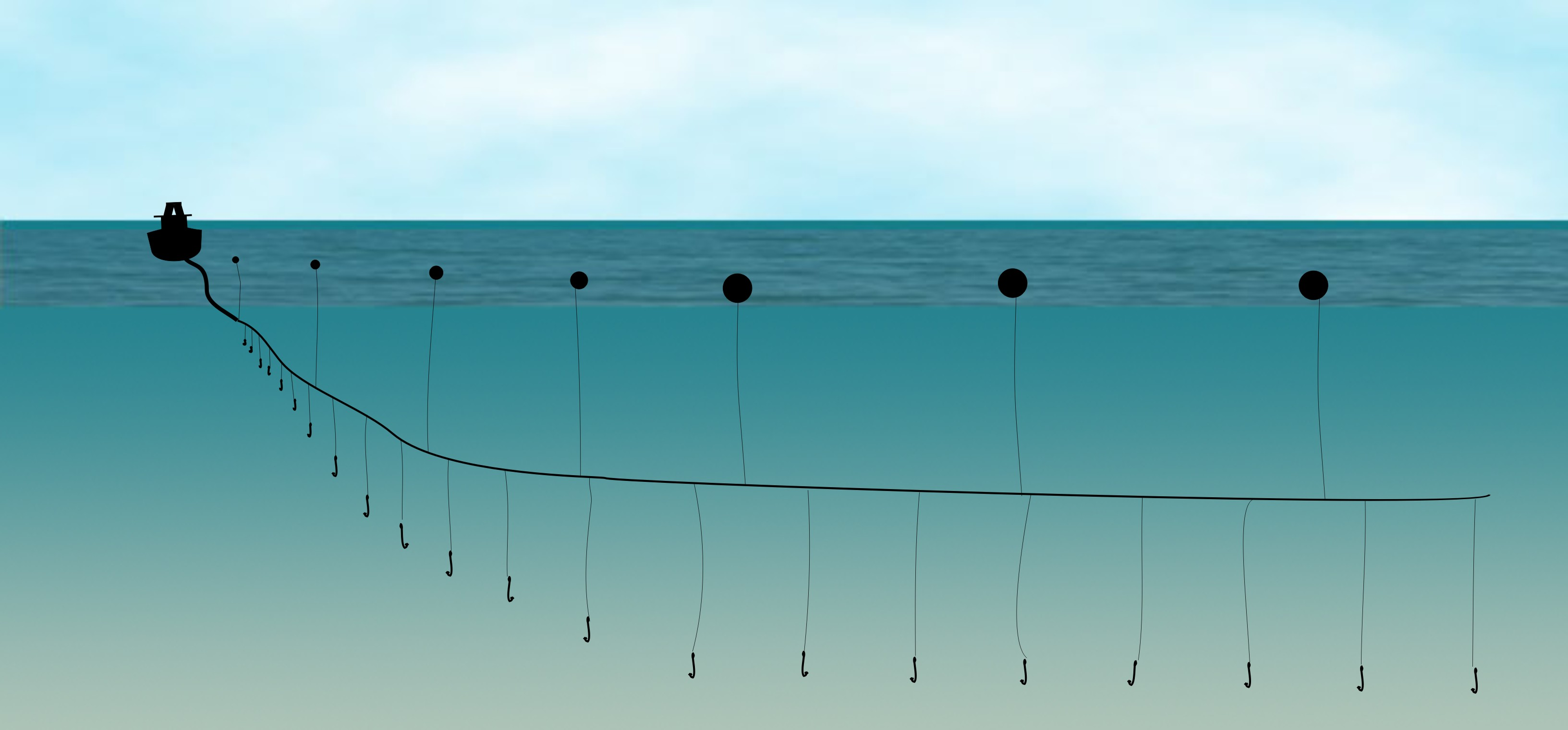
延绳钓鱼

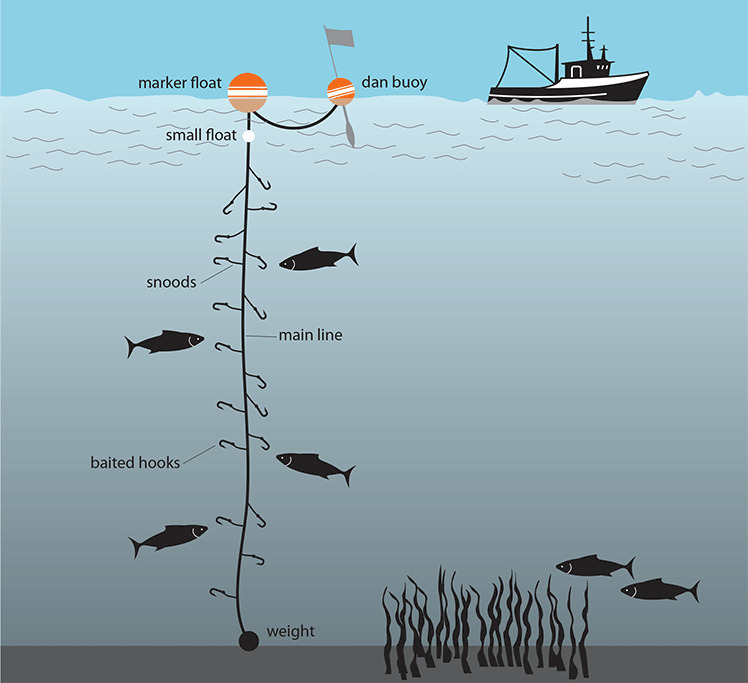
坠绳钓鱼

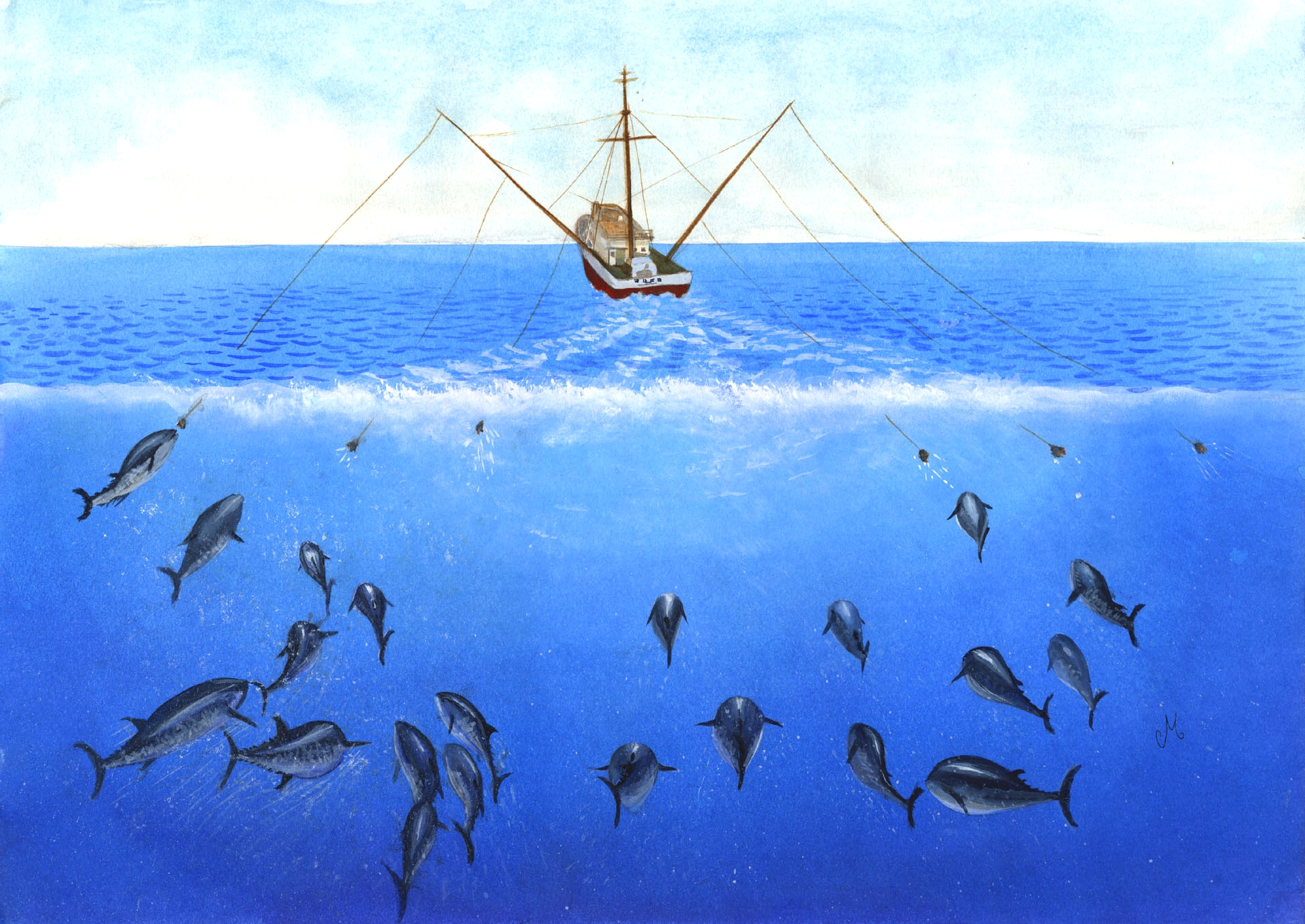
商业拖钓

线钓（line fishing）也称绳钓，指不使用鱼竿操纵鱼线的钓法。现今线钓除了少数用于怀古钓鱼之外，大部分只用于商业捕鱼。

#### 手线钓
手线钓（handlining）指徒手拉扯单一鱼线进行作钓，是史前人类最早使用的钓法。这种捕鱼方法是捕捉大型海鱼和底栖鱼的好方法，可以用来钓鱿鱼、乌贼，特殊地点偶尔可以捕捉到深海鱼类，钓场可以选择在海滨或者坐船钓鱼。在淡水中，这种方法通常用于岸钓，用来捕捉板鱼、鼓眼鱼、鲑鱼等淡水鱼，同时也可以冰钓。

#### 死线钓
死线钓（deadlining）指将一条挂饵的带钩鱼线留在水中作为陷阱，另一端固定在岸边，过一段时间（通常是隔夜）后再去查看。如果有鱼已经上钩，则像手线钓一样拉捕。

#### 延绳钓
延绳钓（longlining）通常用专用船只拖行长达几公里甚至几十公里长的延绳，每隔一小段距离有一根支线从主绳上垂下，每根支线上配有鱼钩和鱼饵，并且主绳每隔一段距离还会有一个浮标帮助防止下沉。延绳钓每次作业会放出几百上千个鱼钩，通常用来捕捉金枪鱼、剑鱼、大比目鱼和银鳕等远洋鱼类。

#### 坠绳钓
坠绳钓（droplining）与浮钓相似，使用鱼漂和沉子将一条主绳垂直悬于水中，沿着主绳每隔一段距离会有一条支线岔出，每根支线上配有鱼钩和鱼饵。

#### 曳绳钓
曳绳钓（trotlining）与延绳钓的布局有些相似，但差别是通常横穿水体，不像延绳那样是纵着被拖在船后。曳绳钓的主绳可以悬在水面上方、浸泡在水面下、甚至被配重保持在水底位置。

#### 拖线钓
工业规模的拖钓（trolling）使用渔船将至少一个带饵鱼钩的鱼线匀速拖过水中来诱捕鱼类，通常用来捕捉鲑鱼、鲭鱼、大耳马鲛等远洋鱼类。渔船进行拖钓时通常会配备专用的电动机驱动卷筒帮助收线，而且一般都会用舷外托架（outrigger）同时分开拖动多条鱼线，并使用专门设计的深水拖钓（downrigger）、平准翼板（paravane）和拖板（planer board）等辅助装备将鱼饵保持在指定的深度和位置。

## 工具

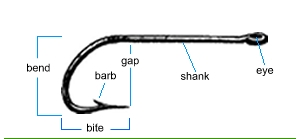
鱼钩各部分名称（从左往右）：钩弧、钩齿、倒刺、钩口、钩杆、钩眼

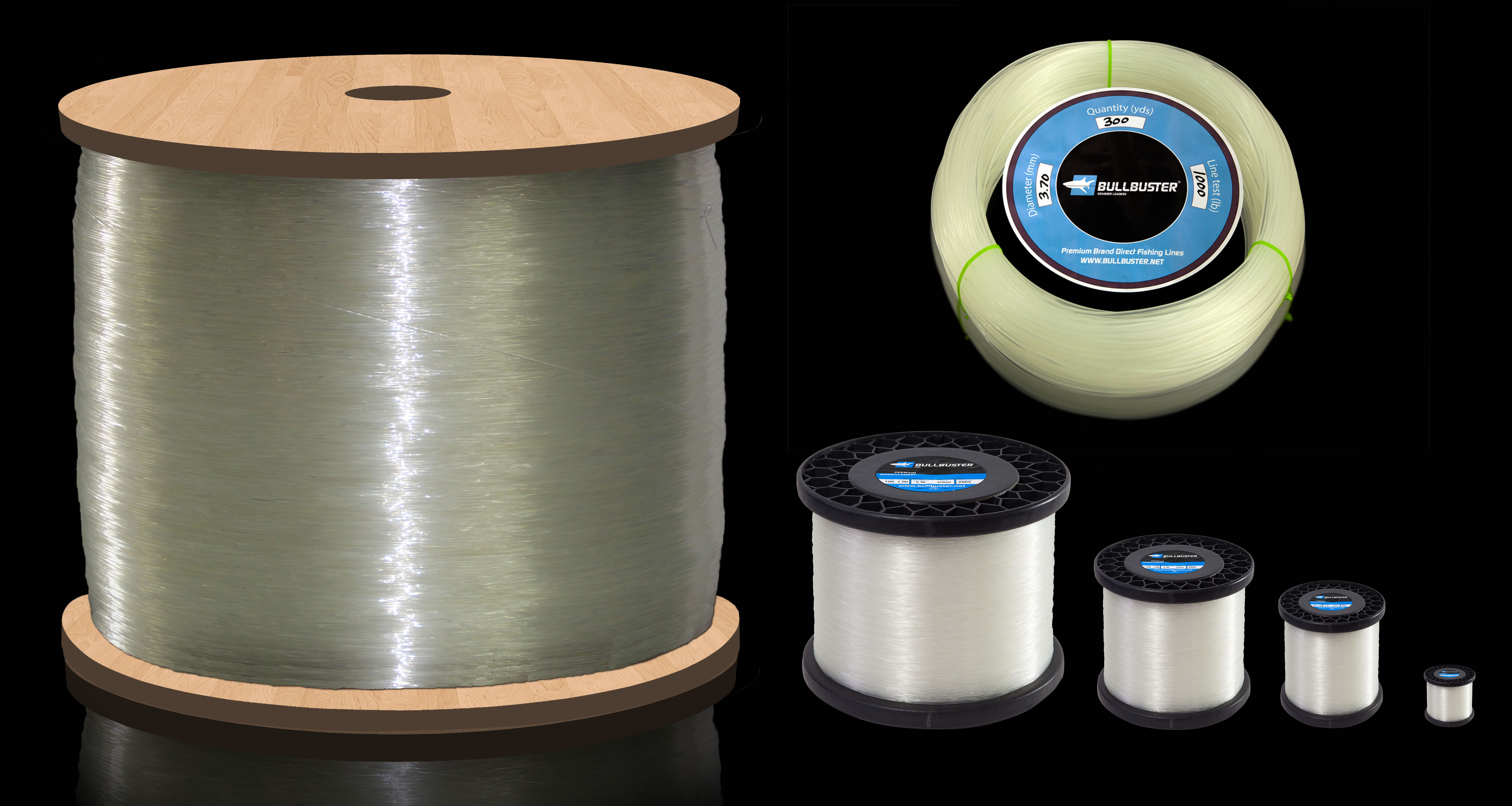
各种鱼线

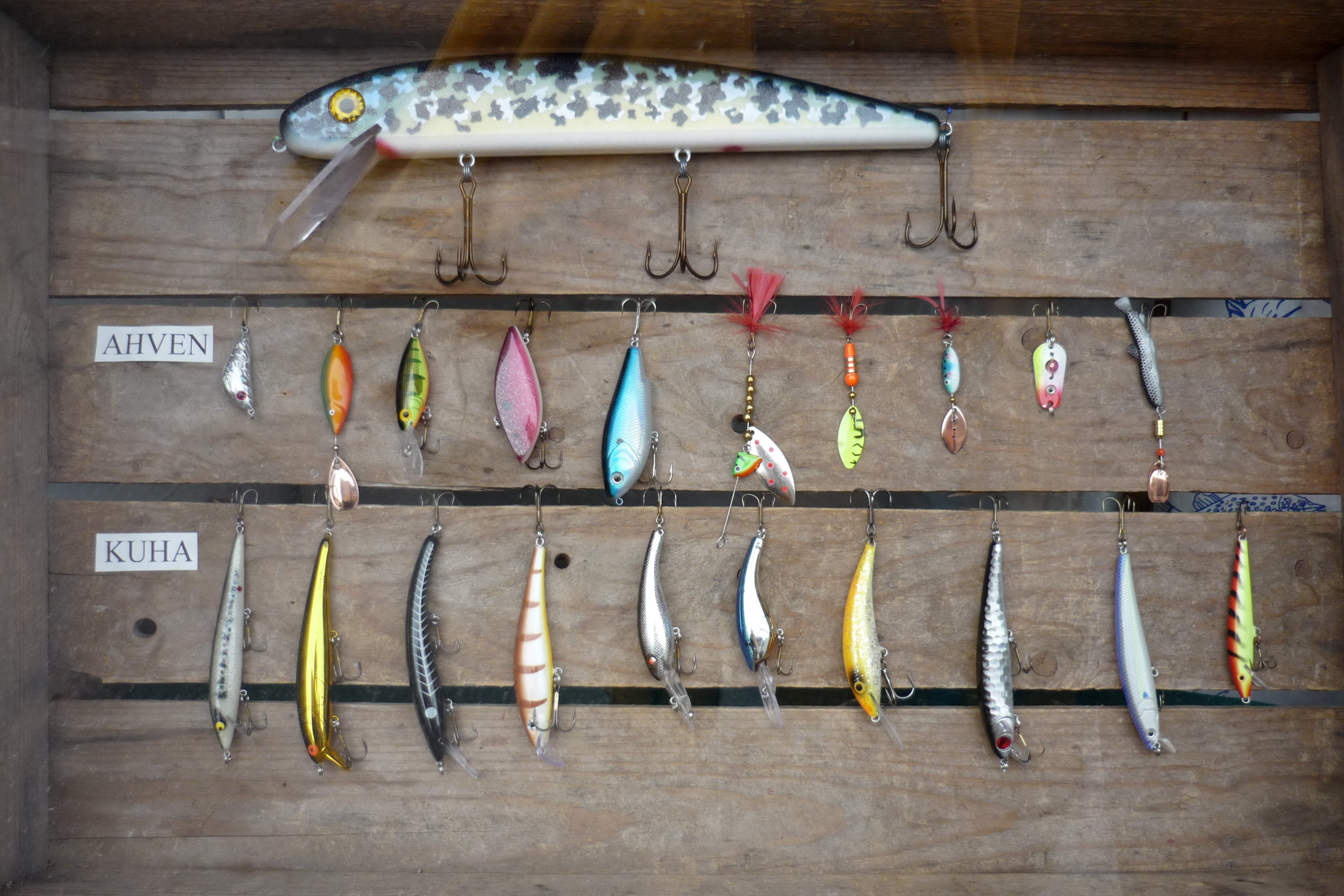
拟钓使用的假饵

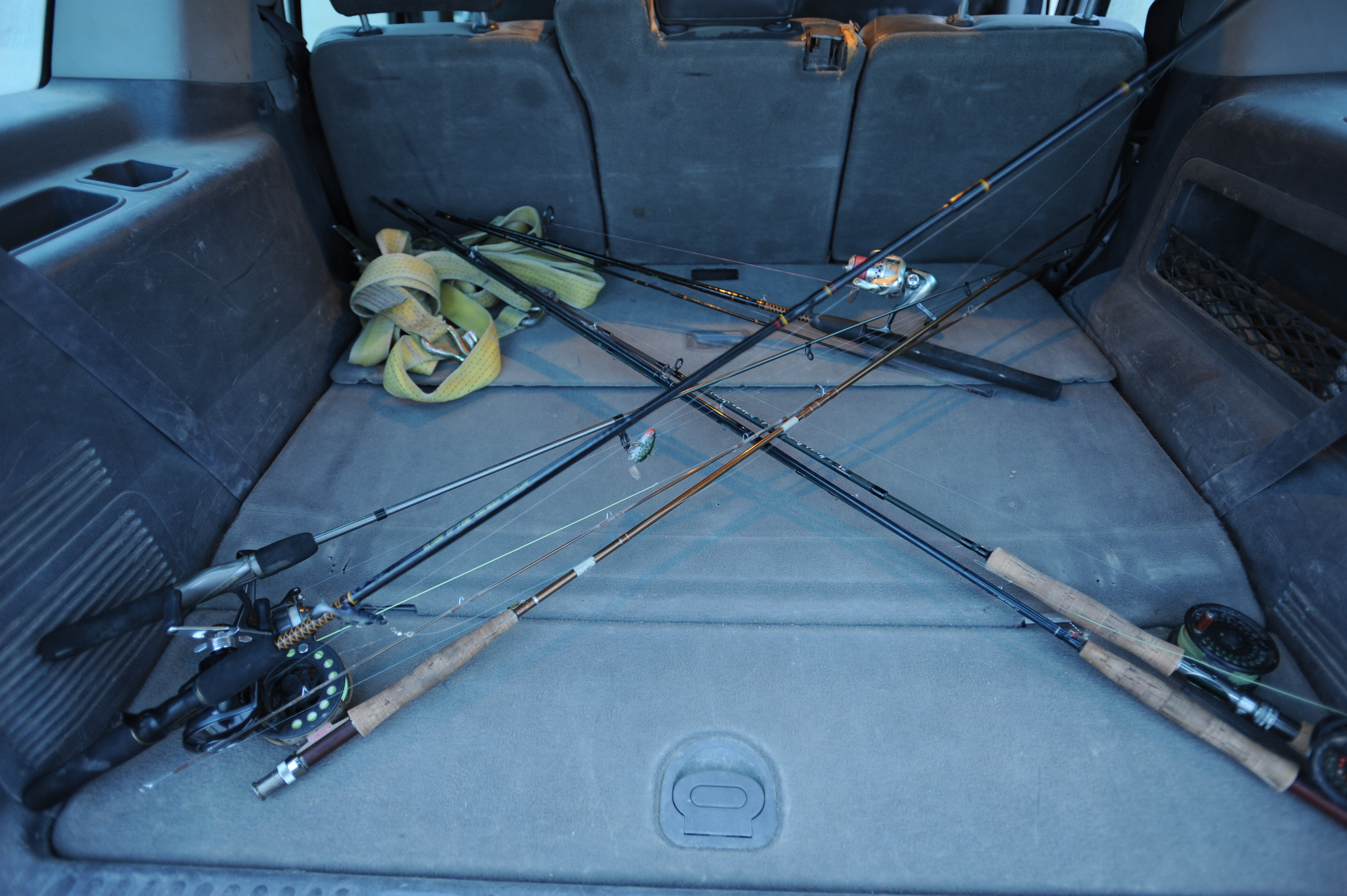
鱼竿

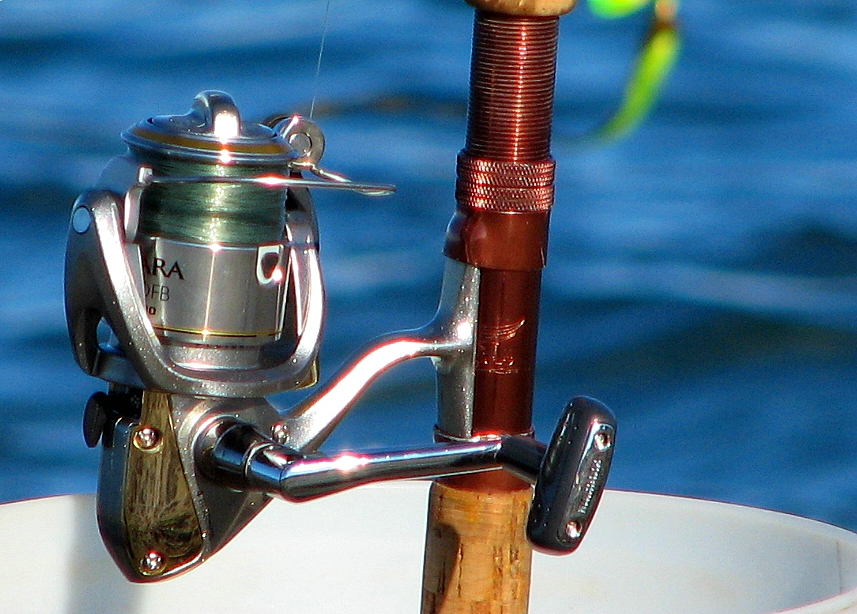
卷线器

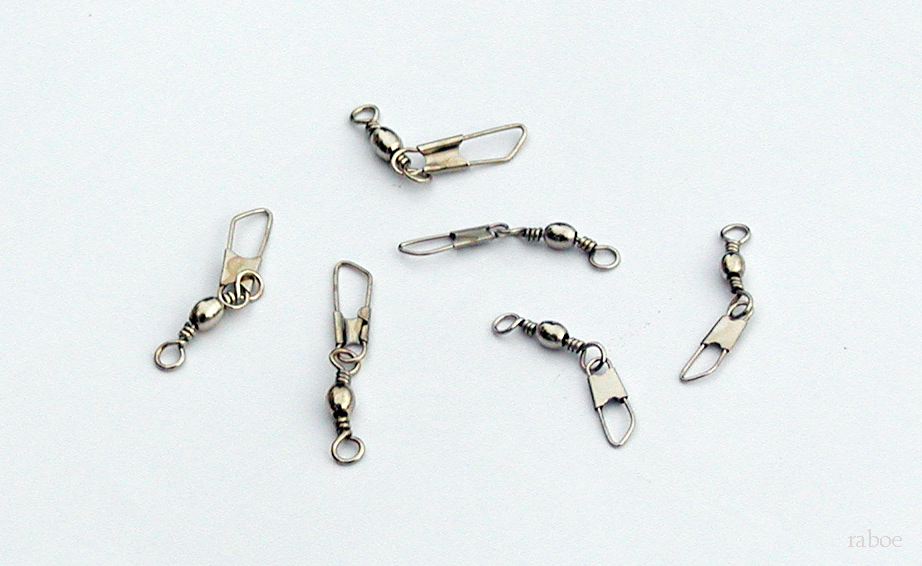
带有别针式弹簧扣的连结具

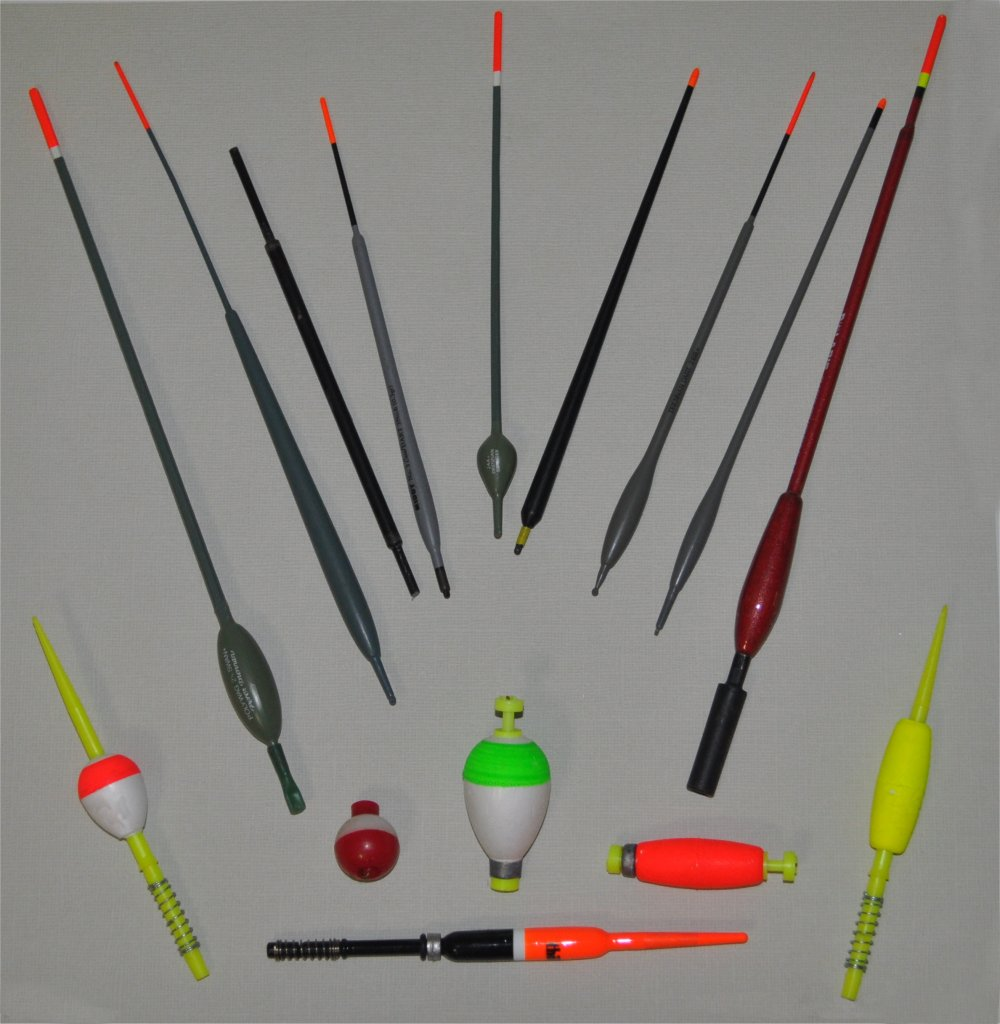
常用的鱼漂

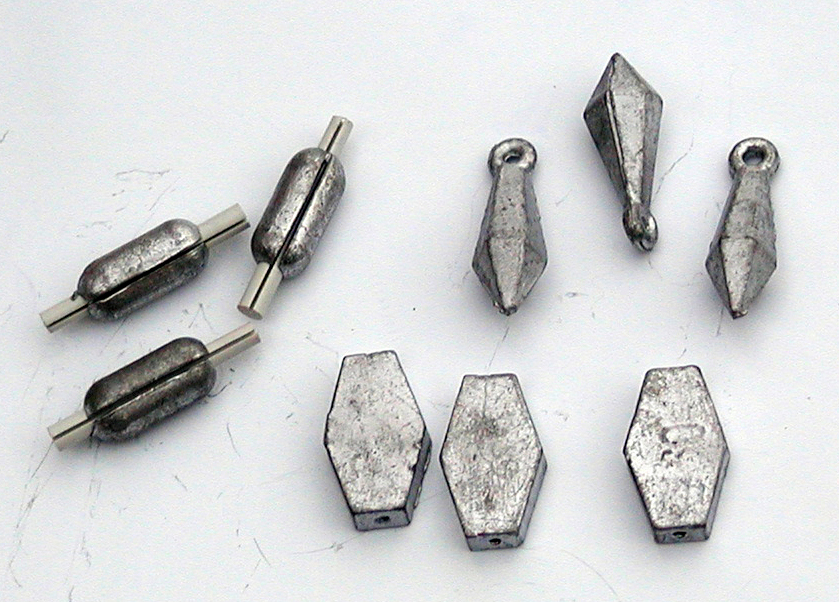
三种不同的沉子

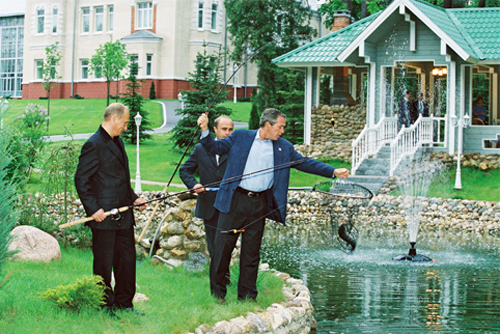
布什和普京用抄网帮助从鱼塘里钓鱼

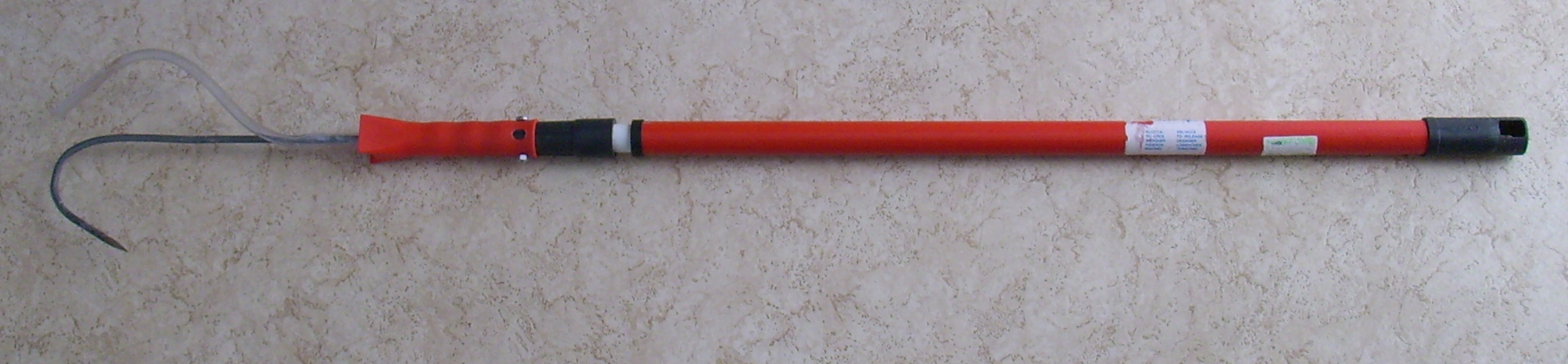
垂钓常见的刨钩

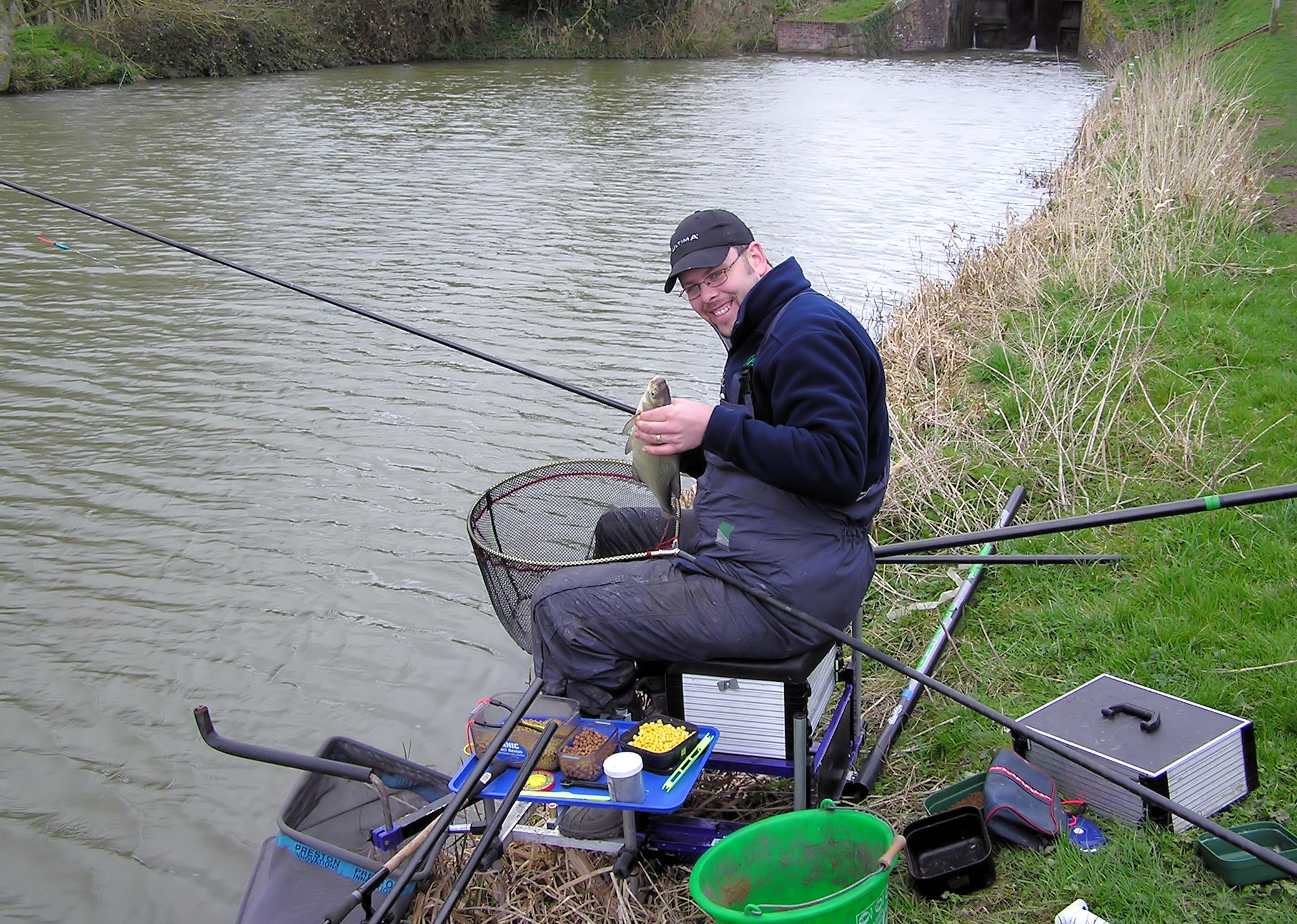
一名携带了全套渔具的英国钓鱼者

钓鱼最基本的器具包括鱼钩、鱼饵、鱼线、鱼竿、卷线器（鱼轮）、鱼漂（浮标）、沉坨、连结具等:1；其他辅助钓具包括：渔具盒、钓箱/鱼护、失手绳、抄网、专用的钓鱼服、手套和皮靴/涉水裤、遮阳帽和偏光太阳镜、尖嘴钳、控鱼器、量尺和测重仪等:1。

### 鱼钩
鱼钩（hook）就是垂钓用的钩，功能是在被鱼吞入后从内侧刺入并牢牢挂住鱼嘴、鱼喉或鱼鳃。鱼钩主要分为有倒刺（barbed）和无倒刺（barbless）两大类，根据形态还可以分为直杆钩、折杆钩、弯杆钩、三尖钩、毛钩等等:14。

### 鱼饵
鱼饵（bait）分为散饵（groundbait）和钓饵（hookbait）两种，泛指任何用来吸引鱼类觅食以便将其捕捉的物品。散饵通常预先直接撒入周围水面，负责用扩散气味将附近鱼群吸引到垂钓水域，增加钓捕的成功率，气味较浓的散饵通常会有較好的集魚效果；钓饵挂在鱼钩上，负责引诱鱼儿吞咬，不同的對象鱼有不同的釣組配置。
日常用语中的“鱼饵”一般专指钓饵，分为真饵和假饵（拟饵）两类，真饵又分荤饵、素饵、活饵、拉饵等几种:170。真饵可以是具体目标鱼类喜欢的食料，比如蚯蚓、小鱼、蝦子、米饭、菜叶、苍蝇、蛆等，现代有专门制作好（多数由自己配置的半成品）的粉製鱼饵出售。假饵是模拟小鱼、小虾、小虫等猎物形态和声响的非食料物体，主要用来诱捕具有攻击性的掠食性鱼类，分为硬体、软体和复合饵三类。

### 鱼线
鱼线（line）是绑接鱼钩的线，用来施力将鱼拉出水面。鱼线在历史上曾使用蚕丝（古代中国和日本）、发丝（江户时期日本）、马尾（西欧）、二枚贝（地中海）、蛛网（夏威夷）、琼麻（东南亚）、尼龙钓线（美国）:25；现代鱼线主要用聚合物合成材料制成，主要分为编织线（braided line）和单丝线（monofilament）两大类，其中市面上的编织线通常是聚乙烯纤维制成的4编线（近年来更利于精细作钓的8编线、甚至12/13编线也开始流行）；单丝线则主要分尼龙线（nylon）、碳氟线（fluorocarbon）和共聚线（copolymer）三种。

### 鱼竿
鱼竿（rod）是垂钓时用来伸展到水面上操纵鱼线动态的细长竿，按照材质包括：传统竹竿、玻璃纤维竿、碳纤维竿，按照钓法包括：手竿、矶竿、海竿（又名甩竿），按照所钓鱼类包括：溪流小继竿、日鲫竿（又名河内竿）、鲤竿、矶中小物竿:6-8。钓竿一般由质轻而富有弹力的物质製成，古代常用木杆和竹竿，现代则使用玻璃纖維或碳纖維。鱼竿通过鱼线和鱼钩相连，并可以用卷线器控制鱼线的释放长度。

### 卷线器
卷线器（reel）也称线轮或鱼轮，是一个装有曲柄、用来容纳和收放鱼线的卷筒，主要安装在海竿和矶竿上:63。卷线器通常装在鱼竿的握柄处，可以存储很长的鱼线并能控制鱼线的收回速度和张力，防止因为应力过大而断线或因为张力过小导致鱼钩脱落让鱼逃脱。

### 连结具
连结具（swivel）是用来连结鱼饵和鱼线、或者母线与子线的一种过渡连结部件，通常为两端（直线连结具），有时也会是三端（丁字连结具，主要用来组成钓组），每个末端为环状可以用来系线。现代连结具的每个末端环一般都可以围绕纵轴自由旋转，来防止鱼线在抛投时发生拧绕。连结具通常也会配合别针式的弹簧扣（snap），可以迅速拆装不同的渔具部件:55。

### 咬钩指示器
咬钩指示器（bite indicator）泛指任何负责将鱼钩的水下状态变化传递到水面让钓者能察觉的渔具，根据不同钓法有不同种类。最常见的咬钩指示器是鱼漂（float或bobber），又名“浮标”，在垂钓时栓在鱼线上漂浮在水面，用来观察鱼汛、鱼饵存留状态以及水流起伏变化，并将鱼钩悬挂在预定水深，当鱼咬钩时因为拉扯鱼线会导致鱼漂震动或被拖沉水中，垂钓者因此可以得知收线的准确时机:36。如果使用浮水鱼线（比如许多飞蝇钓使用的鱼线），可以用鱼线上有颜色的部分作为指示器，不需要额外专门配装的鱼漂。
因为垂钓常常需要长时间等待有鱼上钩，钓者时常会将鱼竿放入竿架（rod holder）内然后走开或与旁人闲聊，并不会时刻都在集中精力观察鱼线变化，因此很可能因为一时走神而错失收线机会。因此在使用竿架时，钓者时常会使用鱼铃（fishing bell）来帮助提醒上钩。鱼铃的形态类似一个衣夹，在末端连有一对非常敏感的马铃，在使用时夹在鱼竿上，当鱼竿被鱼线拉扯时就会将振动传到铃上发出声响。
在针对深水鱼和底栖鱼类的底钓法中，因为鱼钩需要用沉子保持在距离水底很近的位置，因此不使用鱼漂，而是用鱼线被拉扯时传递的振动来判断是否上钩。底钓使用的鱼竿末端通常会装有一个具有弹性的细长延伸，叫做颤尖（quiver tip），可以将鱼线传来的振动放大成肉眼可见的晃动，而且经常会额外与鱼铃配合使用来帮助提醒钓者。
除了鱼铃和颤尖以外，一些现代渔具还可以将传感器连接在鱼线上感受传递的震动，然后用电子蜂鸣器发出声响来提醒钓者。这种钓鱼警示器（fishing alarm）形态多种多样，小型的警示器和鱼铃的使用方法一样，但大型的警示器可以制成竿架形状，有些新型指示器甚至配有电动机可以自动收线防止鱼类逃脱。
在部分地区的水域，使用视频辅助装置、探鱼设备等进行垂钓，可能会触犯当地法律。

### 沉子
沉子（sinker）又名沉坨、铅锤，是一种将鱼钩保持在接近水底深度的工具:45。通常使用比重较大的金属制成，最常见的是铅制，但近年来黄铜、不锈钢、钨等材料也出现在市面上。根据需求不同，沉子可能被设计成球形、水滴形、棒形、双椎体形等不同形状。

### 抄网
抄网（hand net或landing net）由一张挂在铁环或多边形铁框上撑开的渔网和（通常还有）手柄组成，可以是金属丝，也可以是尼龙。当鱼接近水面表层的时候，抄网可以被直接用来舀鱼。在钓鱼时，尤其是钓到很难用鱼线安全提出水面的大鱼，可以用抄网帮助捞鱼上岸。

### 刨钩
在船钓和在较不平地形上岸钓时——特别是捕捉大型鱼的时候，往往用抄网帮助捞鱼的难度也很高，这种情况下钓者会考虑使用刨钩（gaff）来将鱼拉出水面。刨钩也称“捞鱼钩”，是一种功能上类似冰镐的手持工具，较长握柄的末端有一个大型尖钩或侧向的尖刺，使用时用手挥动并砸刺入鱼类身体内（理想情况是刺进脊柱下方），以便将其强行拉出水面。使用刨钩本质上就是一种刺鱼行为，会对鱼体造成较为严重的创伤，因此如果需要钓获放流则不能使用。 
飞钩（flying gaff）是一种特殊设计的大型刨钩，通常用来捕捉用普通刨钩不能直接拉出水面特大型鱼类。飞钩的钩头连有绳索并且可以和握杆分离，在遇到力气较大的目标鱼时可以先挥杆将钩头刺入鱼身，然后钩杆分离让连在船舶上的绳索进行“遛鱼”，直到鱼因为失血和挣扎导致体力耗尽后再用普通刨钩将其拉出水面。

### 储鱼器具
钓鱼者在成功捕获鱼后，因为大概率不会马上收工回家，而且时常需要能够保鲜（主要是防止尘土或蝇虫污染），所以需要有储存渔获的方法。许多地区因为有渔获尺寸和数量的法律限制规定超出配额的多余渔获必须放生，钓者经常需要在新旧渔获之间进行比较后选择去留，因此也需要能长时间保持渔获存活。
常见的储鱼器具包括：
- 鱼篓（fish basket）和鱼盒（fish box）是用来保存之前渔获的便携式容器。鱼盒和密封较好的鱼篓可以装有一些水让鱼短暂存活保鲜，现代休闲钓鱼者（特别是船钓）有时会干脆使用冷藏箱来保存捕获到的鱼。
- 鱼扣（stringer）是一条带有数个钩状别针的绳索，可以挂住鱼嘴或鱼鳃将鱼悬起来风干，或者在防止逃跑的情况下半浸在水中保持存活。
- 鱼护（keepnet）是一种长筒状渔网，平时可以折叠起来方便搬运和储存，使用时展开将钓到的鱼放在网内，将网身浸在水中保证鱼的鲜活，只要将开口端一直保持在岸上就可以防止鱼逃走。
- 鱼箱（livewell）是许多现代船钓游艇上配有的储存活鱼的容器，本质上是个简易鱼缸，内部装有循环水，可以补充氧气保持鱼的活性。

## 作钓平台
按照钓鱼者相对水体的所处位置，钓鱼大致可以分为岸钓、涉钓、栈钓和船钓四类，其主要特点是：
- 岸钓（bank fishing）指站在水体边缘高于水位线的陆地上作钓，溺水风险最低，但距离水体中央较远，只能够到抛投距离内的水域；
- 涉钓（wade fishing）指站在水边的浅水区内作钓，通常会穿着特殊设计的涉水裤。涉钓比岸钓更容易够到靠近水体中央的水域，但会受到部分水流的直接冲击，有一定的失足滑倒甚至溺水的风险；
- 栈钓（pier fishing）指站在突出岸边较远、悬架或横跨于水面上方的结构物（栈桥、桥梁、木板道或浮桥）上作钓，可以在不直接涉水的情况下直接够到比岸边更深的水区，缺点是完全依赖现有的基础设施，而且因为距离水面较高常常要以更垂直的角度作钓，且无法利用浅滩的斜坡拉鱼所以使用抄网等辅助器具时也更费力；
- 船钓（boat fishing）也称舟钓（通常专指无动力的人力艇和小型帆船），指站在完全漂浮于水面上的船舶（游艇、快艇、帆船、风扇艇、划艇、皮艇、竹筏、桨板等）上进行作钓，可以几乎全水域作钓，但完全依赖航船和导航能力，而且因为离岸较远，遭受的风浪也更大，溺水风险也更高。

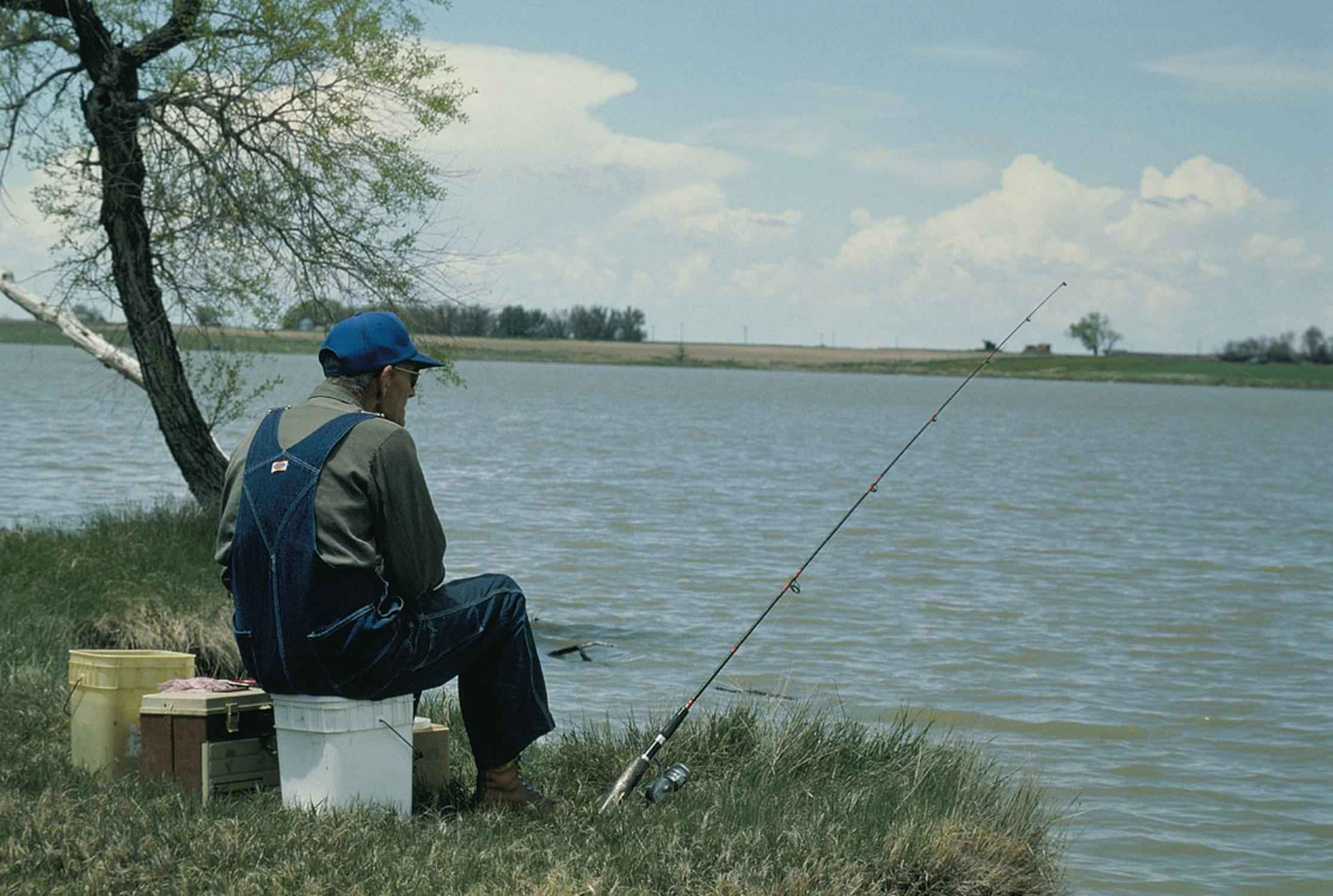
岸钓
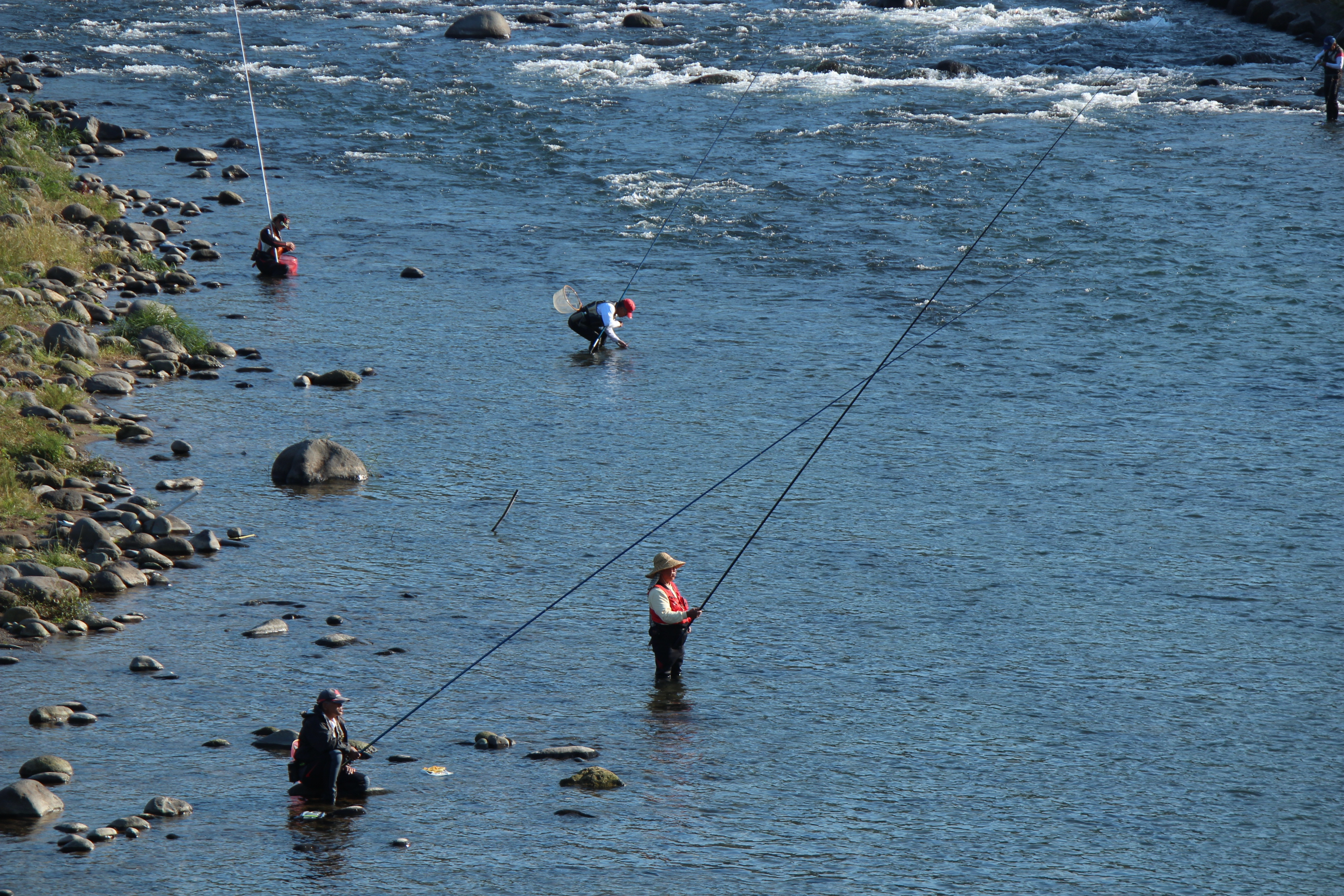
涉钓
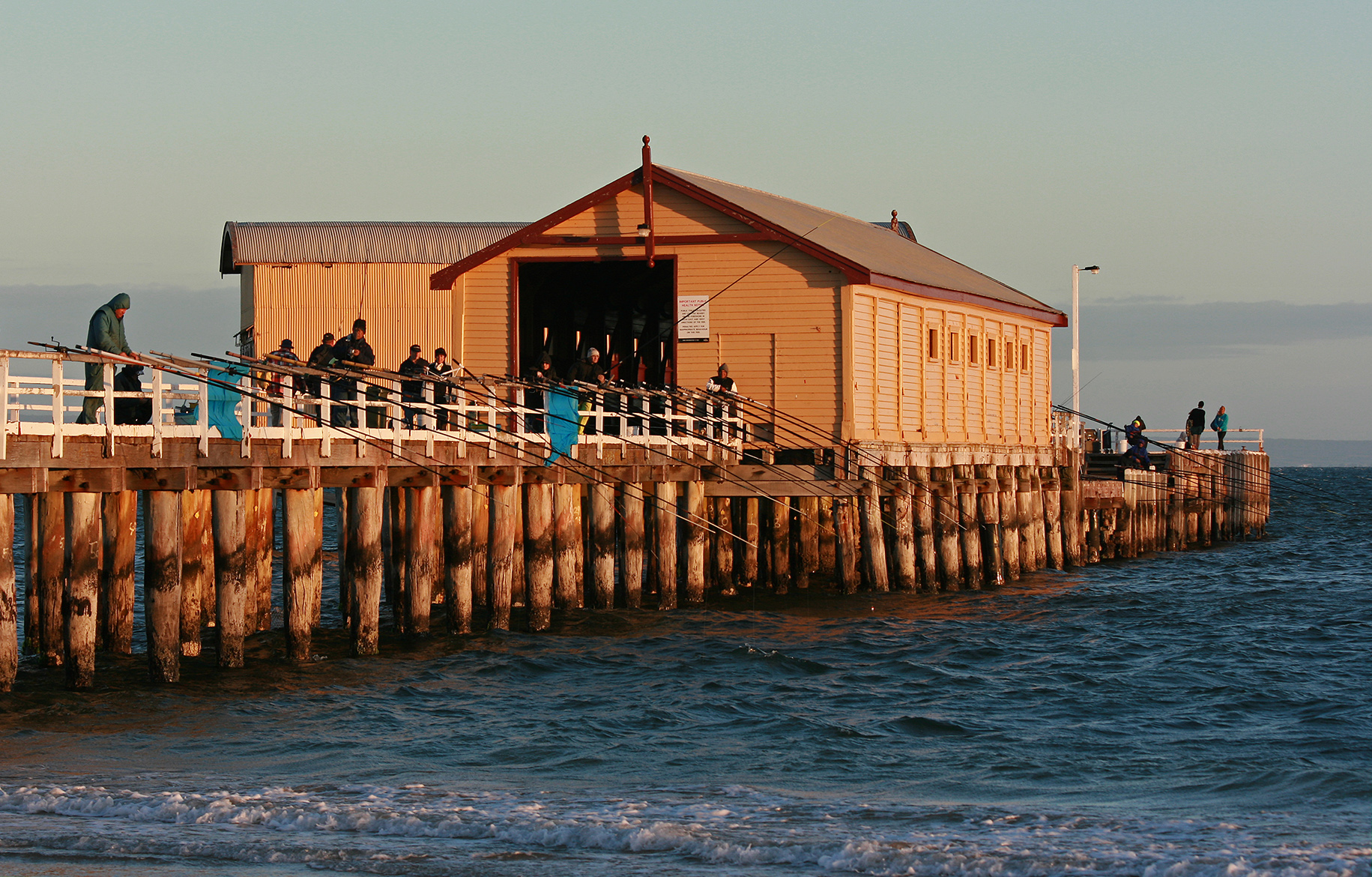
栈钓
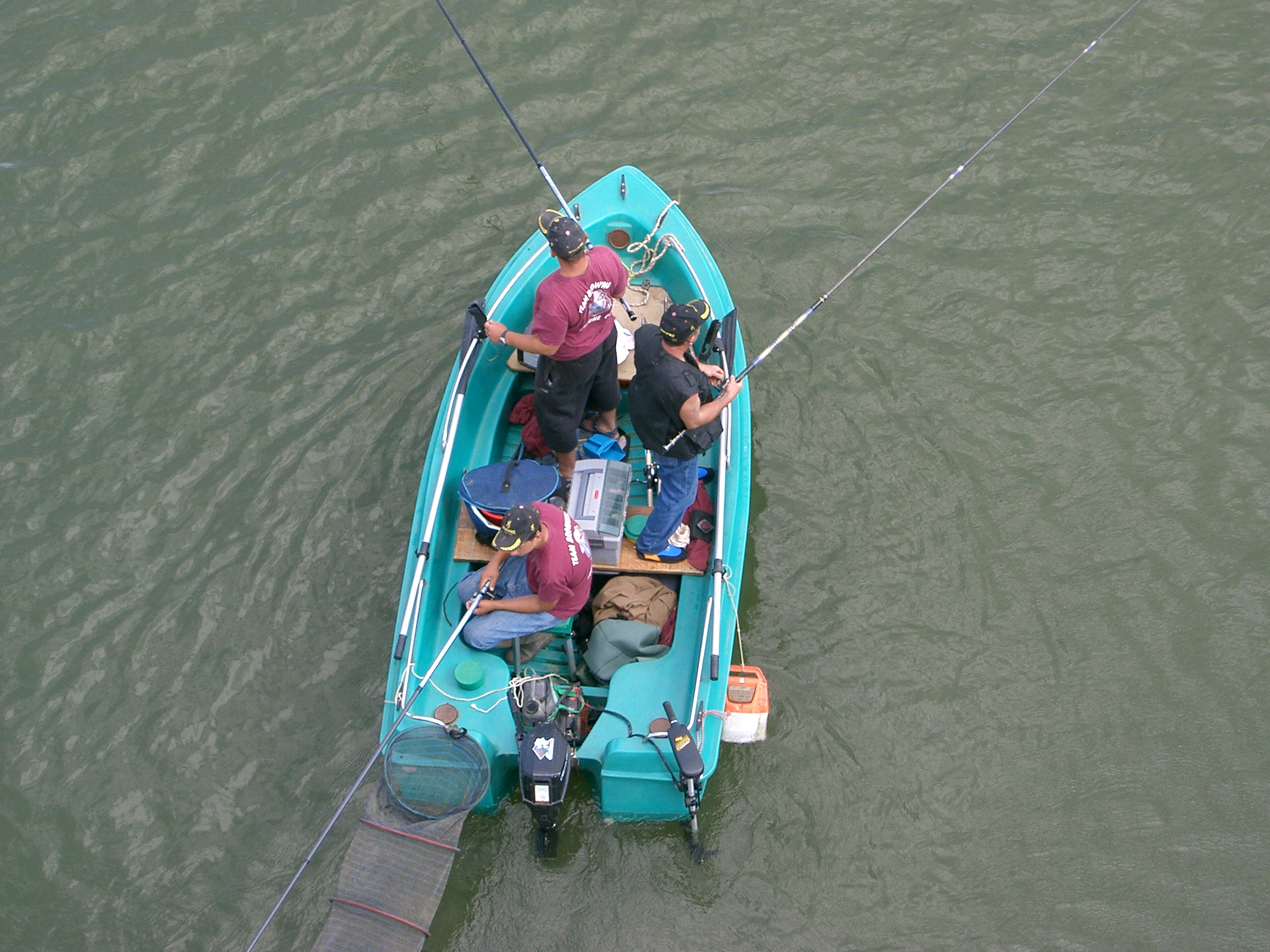
船钓

## 钓场

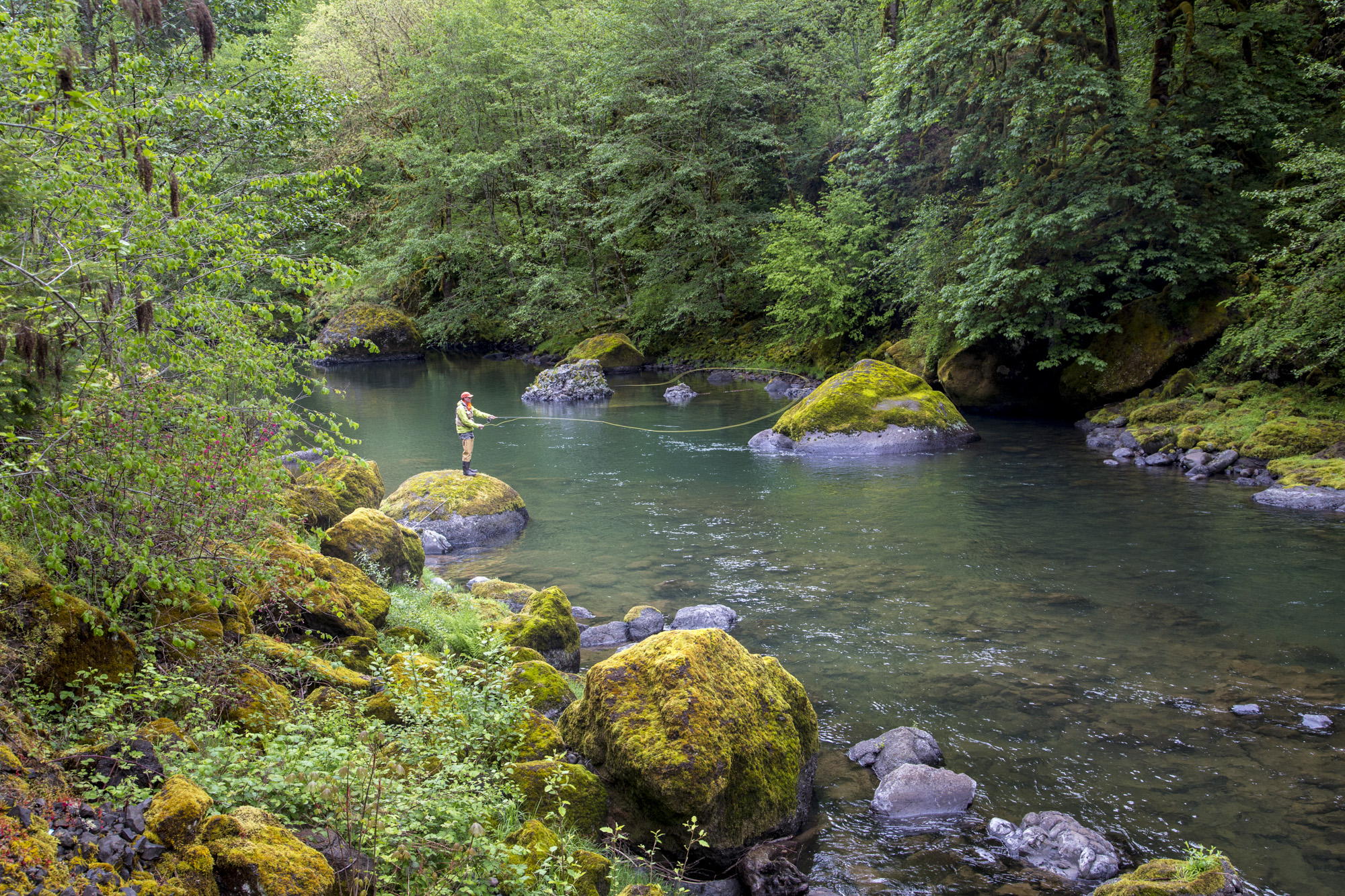
山野钓场

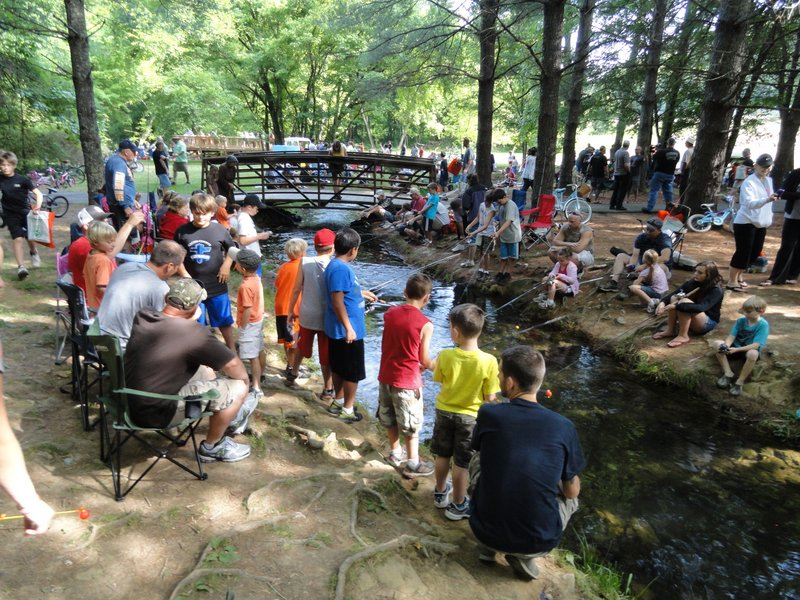
由孵鱼场提供修建的人造钓场

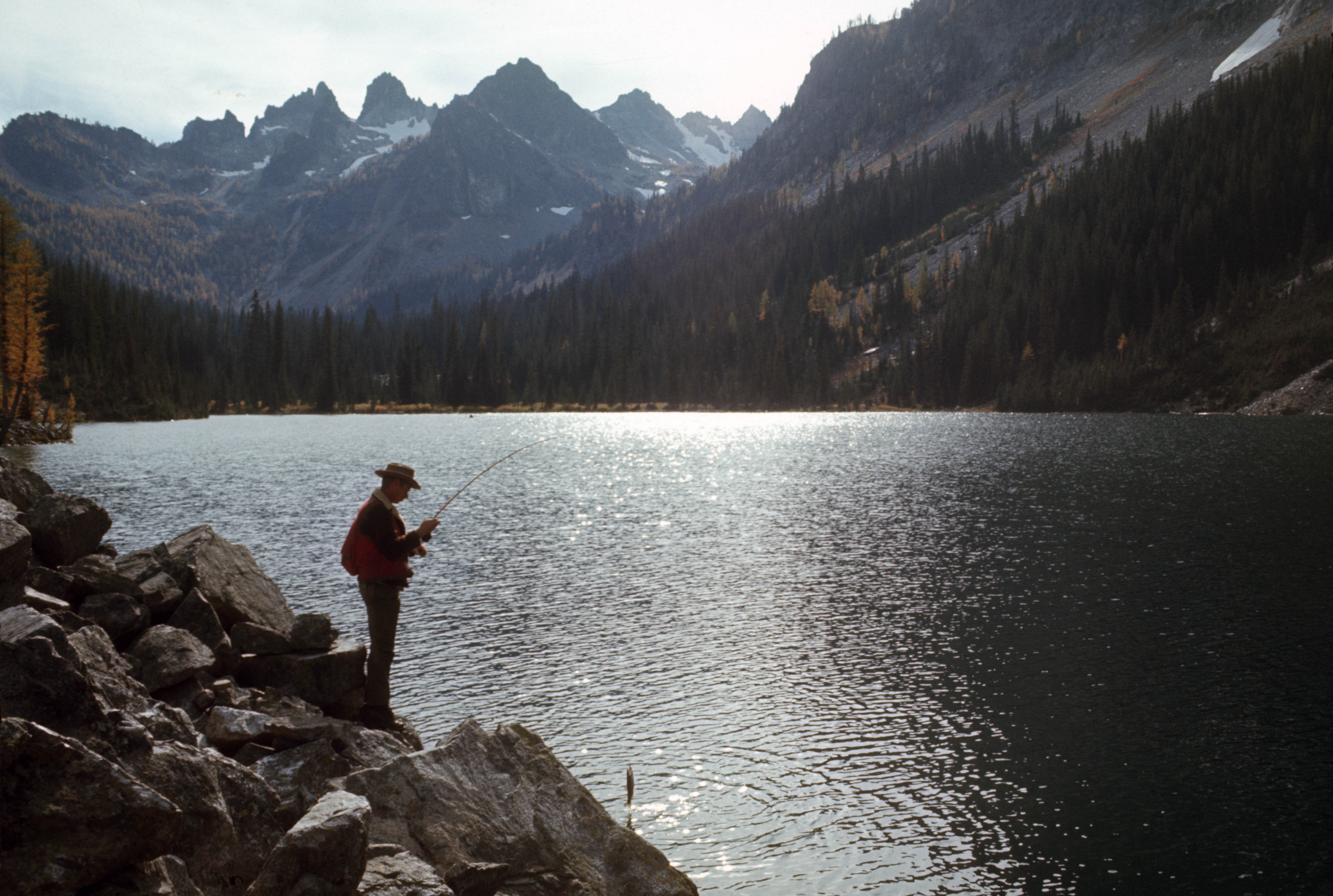
湖钓

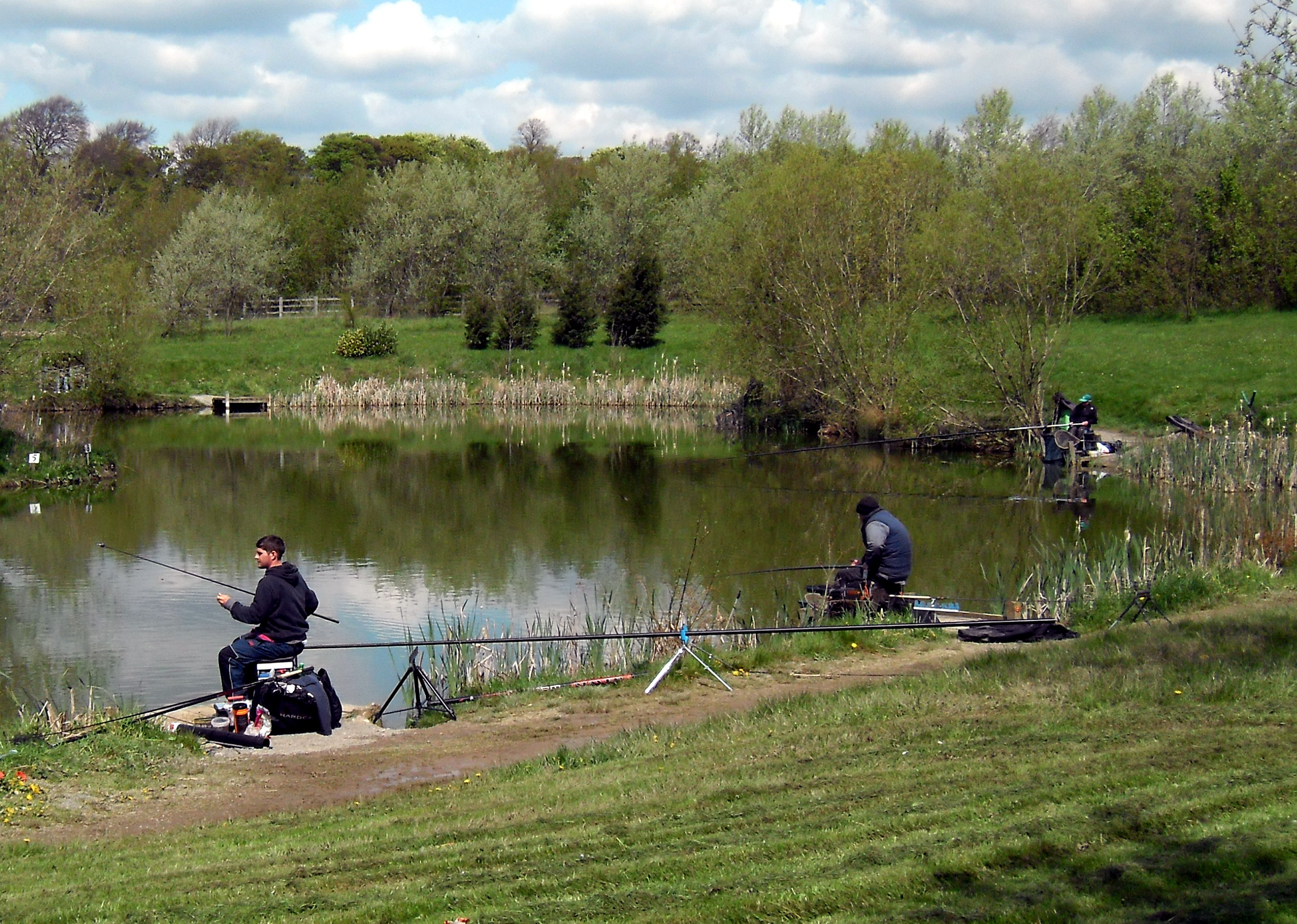
塘钓

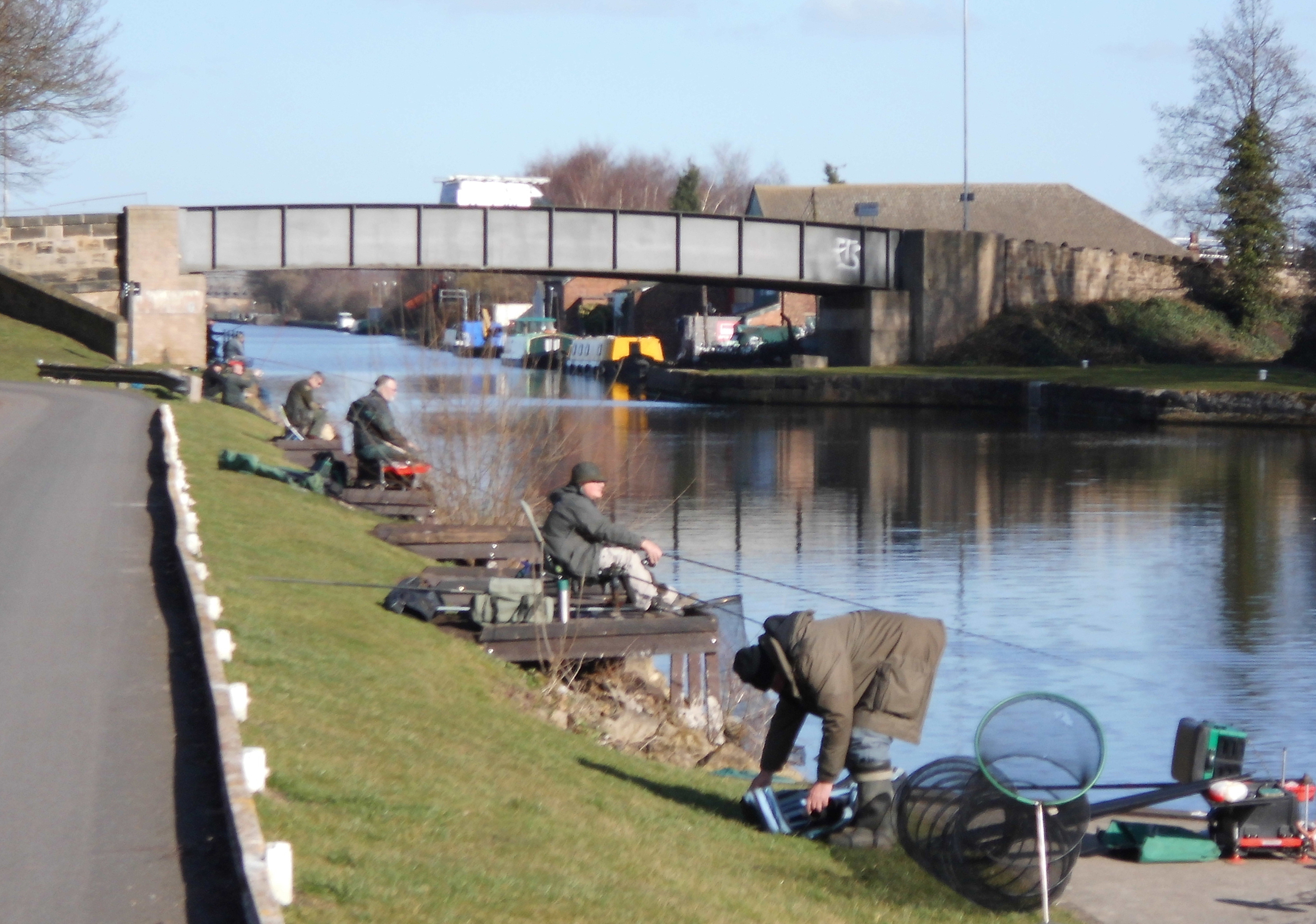
河钓

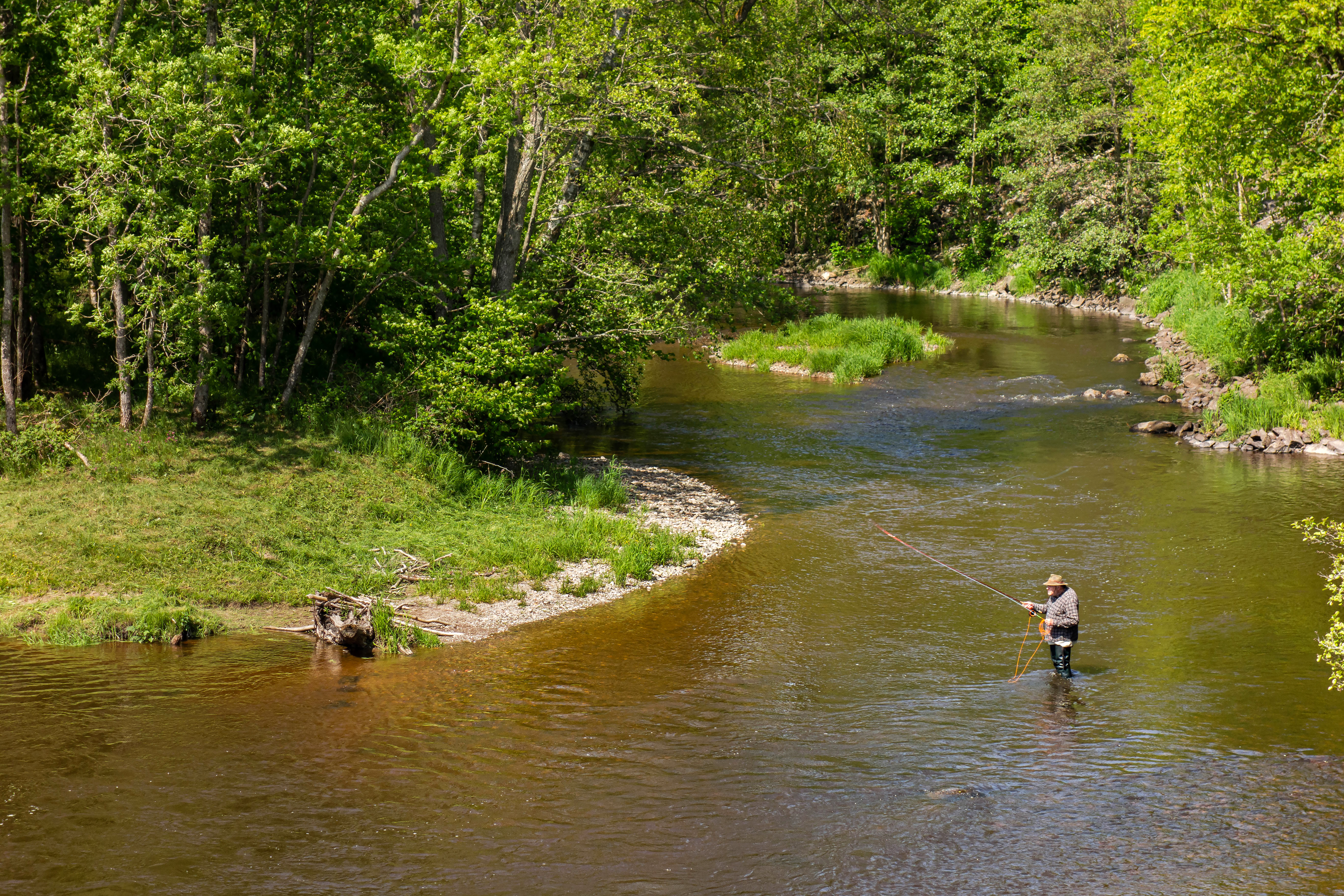
溪钓

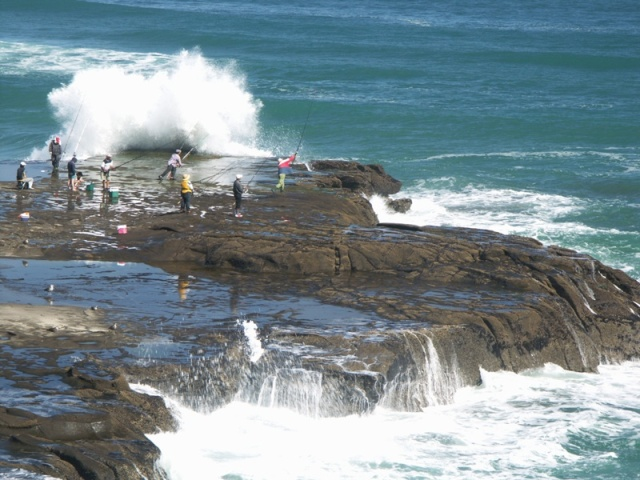
矶钓

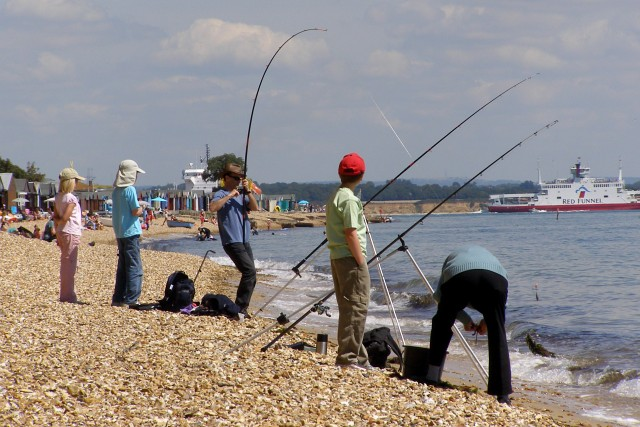
海钓

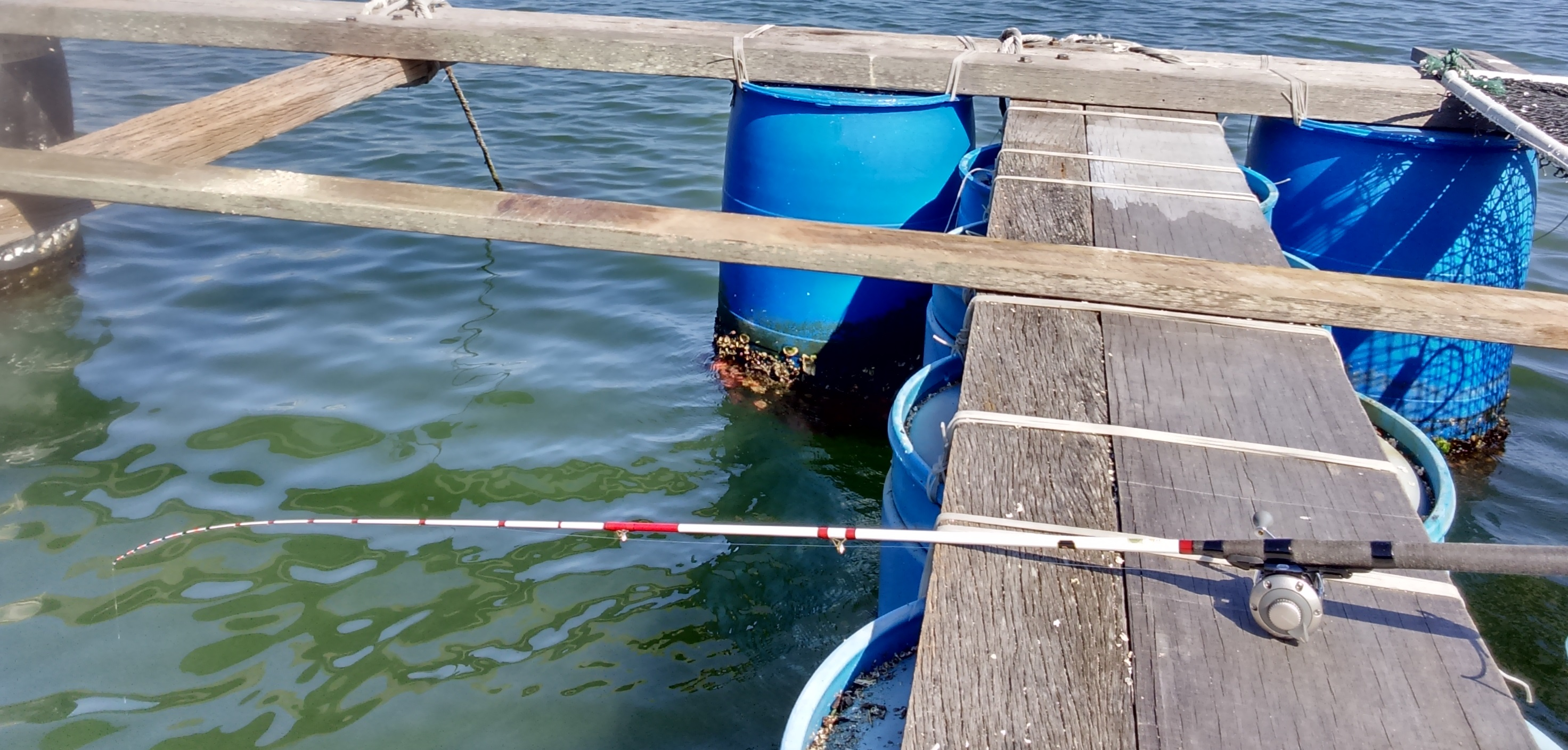
排釣

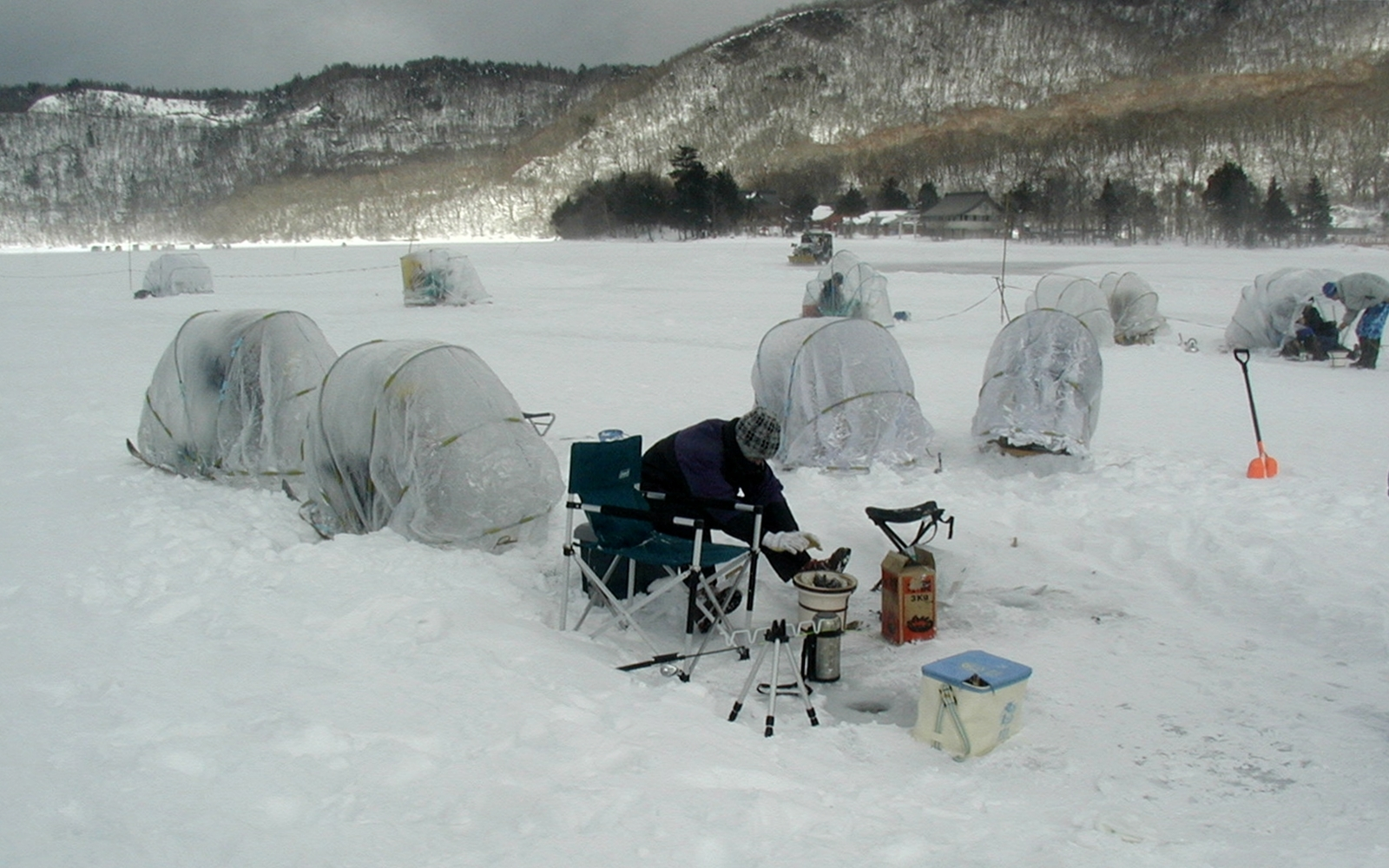
冰钓

能从事钓鱼活动的渔场统称为钓场，根据其天然程度可以（由高向低）分为五类：
- 山野钓场：远离人类聚居地的山区、林地和草原等自然环境中的内陆地表水（通常为淡水），包括各种天然溪流、河流、湖泊和湿地；
- 海滨钓场：河口湾、潟湖和海湾等近海大陆架以内的半咸水和海水水域；
- 园林钓场：在距离人类聚集区较近的公园、庭园、绿道等城市绿地中保留的半天然水体，比如城区湖泊、池塘、湿地和周边绿化较好的水库和调整池；
- 城河钓场：穿过人类聚集区的溪流、江河、运河、沟渠等流动水体；
- 人造钓场：专门用来提供作钓场地而建造的人工湖、水池和鱼塘，通常需要付费（在中国大陆也俗称“黑坑”）。

一般来说，在远离人类聚居的野外环境中作钓（即“野钓”）更贴近自然，渔获的生物多样性也更丰富，但能为钓鱼人提供服务的基础设施也更少，出行的距离和成本更高，同时还会有遭遇自然灾害和野生动物的风险；而基于公园湖泊、城镇水道和人造水塘的作钓对城镇化地区的居民来说更为便利，但能捕到的鱼种资源也更有限，有时甚至要依赖人工养殖和增殖放流的鱼种，钓场水体也会因为源自附近聚居区的水污染而水质更糟。
但根据场所环境和作钓平台的特性，钓鱼还可以划分成多种具体类别，有湖钓、塘钓、河钓、溪钓、矶钓、海钓、筏钓、冰钓等。

### 湖钓
湖钓（lake fishing）是最常见的钓鱼方式，主要场地是较为平静的宽敞淡水水体（湖泊、大型水库和湿地等）周边地势较平的陆面上，最常见的是岸钓，在较浅的平滩（flats）也可以进行涉钓，如果设施条件允许也可以进行栈钓和船钓。湖钓的目标鱼通常是淡水鱼，主要特点是种类相对较为多样而且尺寸可以很大，但因为湖水通常较深，钓者除非使用探鱼器通常完全无法预测水底情况，而且需要考虑避开水鸟、鳄类以及其它将湖畔做为栖息地的野生动物。

### 塘钓
塘钓（pond fishing）是常见的钓鱼方式之一，主要场地是池塘、鱼塭、调整池、河迹湖、小型水库和湿地等较为面积较小的平静水体，分野外塘钓和池钓两类。野外塘钓通常作钓的目标鱼是野生的淡水煎锅鱼（比如太阳鱼）和小型掠食鱼（比如鳢鱼）；而池钓通常作钓的是养殖放流的大型鱼，以杂食性鱼类（比如鲢鳙等）偏多。塘钓的特点是对当地的地理条件要求较低，基本上只要有低洼地或建造简单的堤坝就可以形成水塘，但池中水量通常很少只能支持非常有限的水生资源，因为水深较浅作钓时也会更频繁挂到水生植物，而且常常不得不忍耐水藻和蚊虫滋生。
在许多亚洲国家因为过度捕捞、环境破坏和入侵物种泛滥造成许多地区水产资源匮乏，加上许多水域被渔业管理机构设定了休渔期或禁渔令，使得许多钓鱼爱好者只能租用商业运营的鱼塘进行休闲作钓。这种付费鱼塘在中国大陆也俗称“黑坑”，原因是许多鱼塘的管理者都有乱收费和用不正当手段影响中鱼率等侵害消费者权益的行为。

### 河钓
河钓（river fishing）也称江钓，是常见的钓鱼方式之一，主要场地是深度足以溺水（因此不能随便涉水）、流速较快的中大型河流、水渠和河口湾，特点是必须要考虑水流、漩涡、水底不可视的淤泥、石块、断枝和周边可能存在的航运活动等因素对作钓的影响。

### 溪钓
溪钓（creek fishing或stream fishing）是常见的钓鱼方式之一，主要场地是水深较浅、无法航船的溪流、浅滩和一些间隙性河流:142，特点是水质普遍清澈见底，而且可以涉水作钓，通常针对中小型淡水鱼（大多是煎锅鱼和鳟鱼）和食虫的洄游鱼类（比如鲑鱼），是飞蝇钓最常用的作钓场所。

### 矶钓
矶钓（rock fishing）指在岸边（通常是海岸）突出水面的礁石或距离水位线很近的岩石滩或防波堤上进行岸钓，特点是因为地处潮间带所以渔获资源较为丰富，但因为岩石边风浪较大，被涌浪冲到受伤甚至溺水的危险也较高。

### 海钓
海钓（beach casting）也称浪钓（surf fishing），指在海岸上针对近岸被波涛冲刷的潮间带（即所谓的“冲浪区”）进行作钓。海钓的特点是因为海浪的不断冲击，近岸的浅水区通常营养和水氧富足，鱼类资源也丰富多样，特别是可以钓到一些在近海的珊瑚礁附近栖息的鱼类；缺点是为了突破浪区的冲击阻力必须依赖超长距离（通常超过百米）的远投，而且需要准确预判潮汐时段。海钓使用的鱼竿俗称海竿，竿体远长于普通钓竿。

### 筏釣
筏钓（raft fishing）也称排钓（源于开放式养鱼场修建的渔排），指在海上或湖面上拖锚固定的漂浮平台（浮台、驳船或趸船）上钓鱼，特点是可以不需要航船技巧就可以像船钓一样捕到较大的深水鱼，缺点是筏台的建造成本和门槛较高，而且不能轻易更换地点，遇到极端天气和大风大浪时的应对能力也有限。

### 冰钓
冰钓（ice fishing）指冬天在冻实的冰面上凿开小洞进行钓鱼，虽然像船钓一样在水体正上方但钓法和岸钓无异，特点是不需要抛饵因此所用鱼竿非常短小；缺点是所针对的鱼因为低温活性较低同时也因过冬消耗脂肪储蓄导致体重偏低，需要长期在冰上滞留忍受寒冷，而且凿冰也会增加冰裂落水的危险。

## 钓位

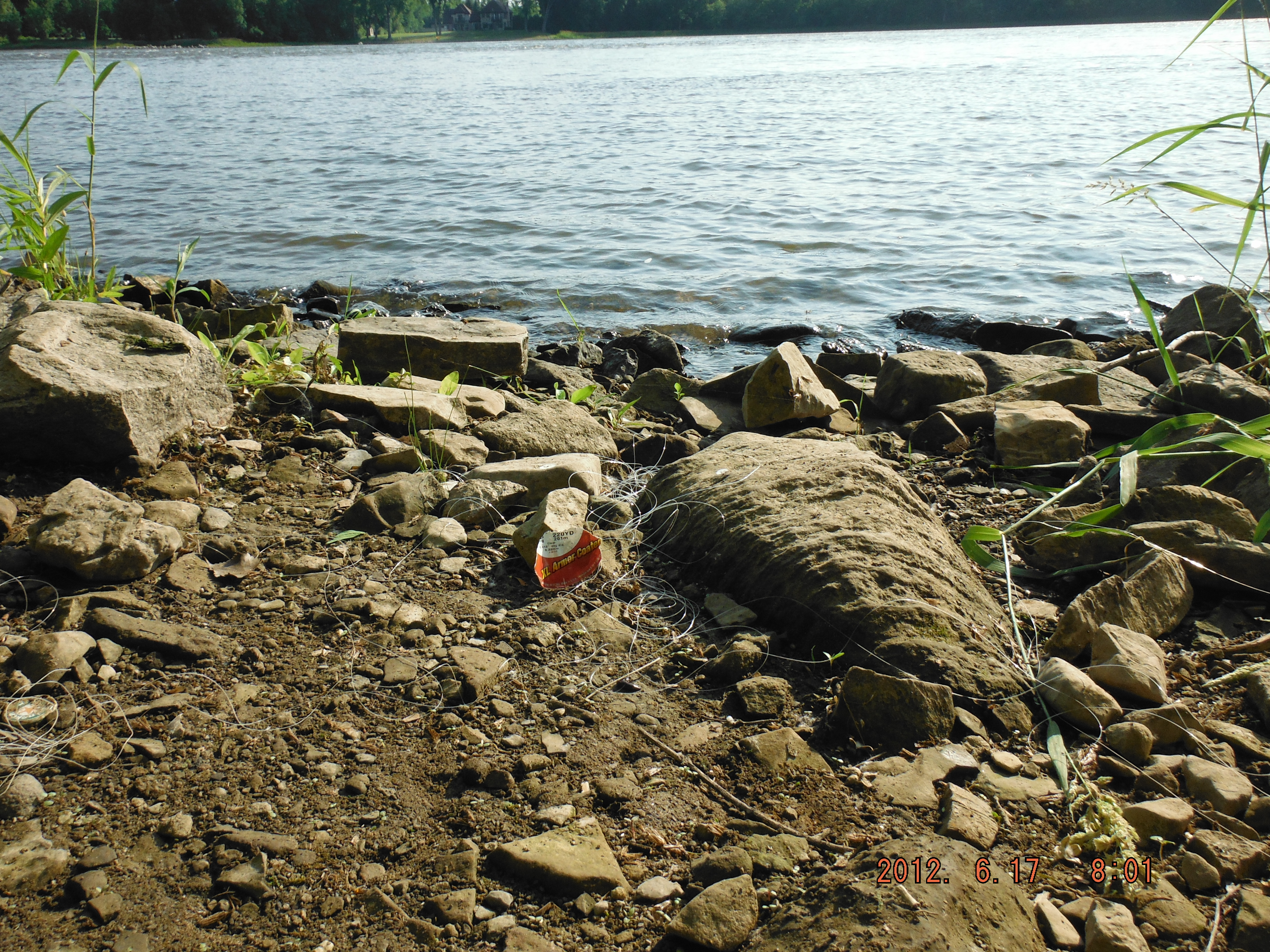
被随意丢弃垃圾的水边钓位

钓场内利于作钓的位置称之为钓位。汉语中关于选择钓位的俗语非常多，包括：“宽钓窄、窄钓宽，不宽不窄钓中间”、“方塘钓四角，园塘钓回湾”、“有草草边钓，无草钓木桩”、“流水应当钓缓处，石头钓后不钓前”、“流水口，桥墩下，木排左右有鱼藏”等:140。池塘钓鱼必须注意，尽量找不曾钓过的水域钓鱼，池塘水面积小，好钓位天天有人，久而久之，鱼儿便滑了，见到鱼饵就避而远之，但是河流、水库、湖泊，水域宽广，鱼类回游范围大，则无需注意，而且老钓位比新钓位效果好，因为老钓位天天有人打窝子，受惊的鱼儿走了，新的鱼儿还会来。:140
资源丰富的钓位水域俗称标点（意思是在地图上被特意记录标出的优秀地点），通常是一些钓者从长期经验总结出的最佳作钓位置。钓鱼爱好者群体中有时会互相分享标点，但任意公开标点的风险是可能吸引缺乏公德心的低素质钓鱼者前往进行不负责任的过度捕捞和非法捕捞，并且时常会伴随乱扔垃圾和破坏植被的行为，从而毁掉当地的生态环境。

## 识鱼

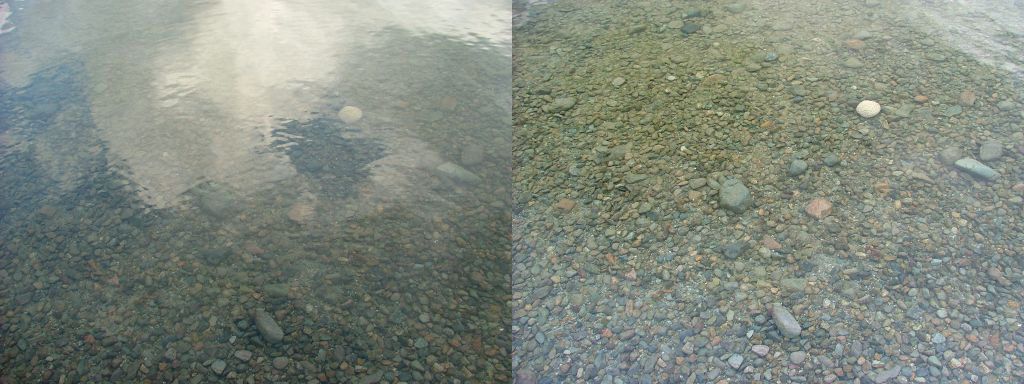
使用偏光太阳镜（右）可以帮助看穿水面并帮助观察识别水中的鱼类

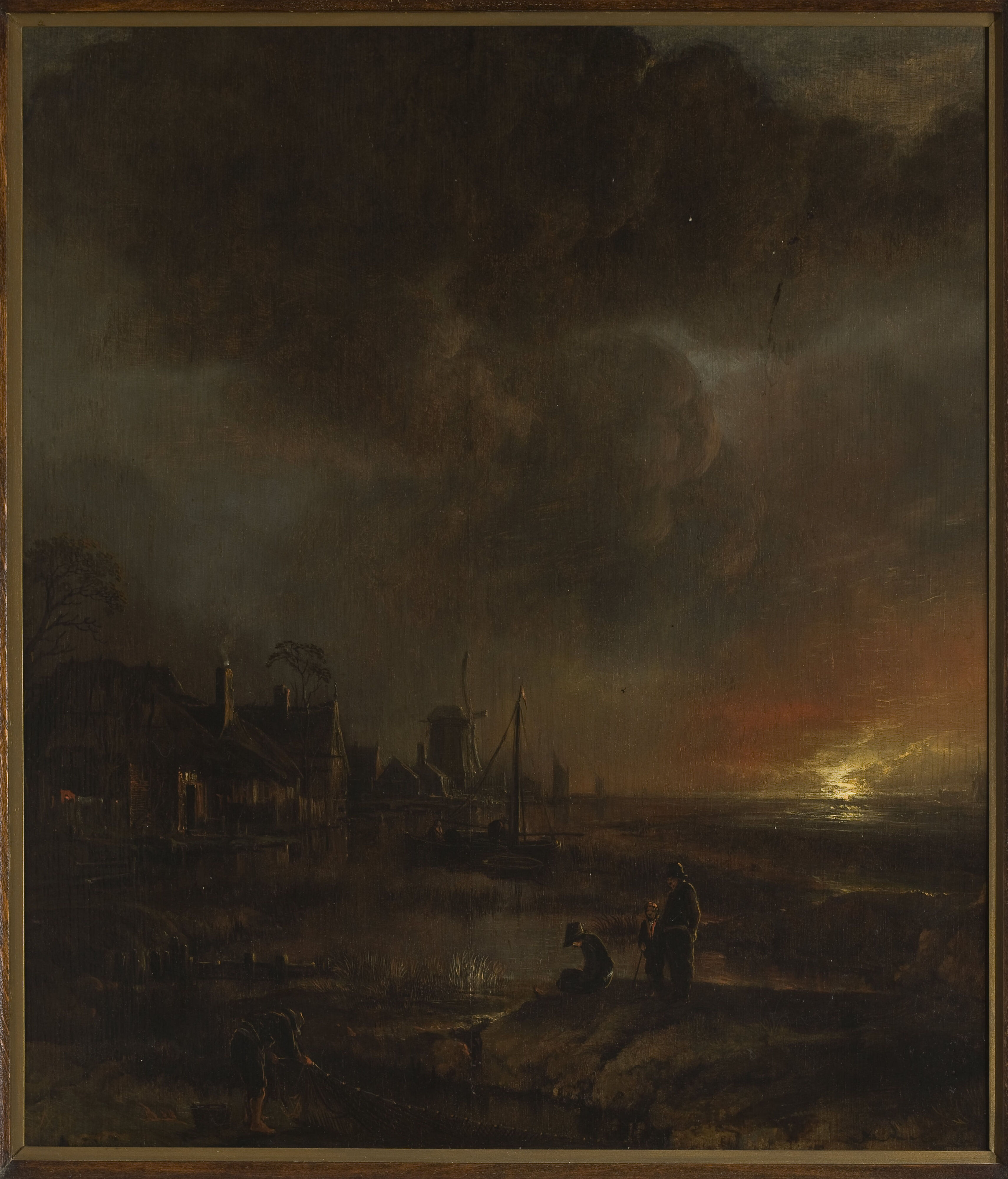
华沙国家博物馆收藏的油画《夜钓》

鱼类对水色、绿色比较敏感，视力远不如陆生动物，无论距离、视野宽度均无法和人类的视力比较。相比之下，鱼类主要依赖触觉（侧线）感觉周边水流和压力的微小变化，嗅觉和听觉也非常灵敏，因此钓鱼（特别是鲤鱼）时钓者一定不能在岸上大声谈笑、走动不停。鱼类的思考能力非常弱，在行为上通常应对周边环境随着天气、气压、水温、水色、潮汐、流速、水量、水质和虾虫密度的变化而变化，于是便会出现了在同一个池塘、水库、湖泊内往日钓鱼收获大，今日却少；上午收获大，下午却少；晴天大，雨天却少等情况。:114-117淡水钓鱼，中国大陆经常垂钓的鱼类对象是本地鲫鱼、日本鲫、非洲鲫、鲤鱼、游鱼、罗非鱼、黄刺鱼（黄鸭叫）、黄尾、鳊鱼、青鱼、草鱼、鲢鱼、鳙鱼，台湾经常垂钓的鱼类对象是本地鲫鱼、日本鲫、吴郭鱼（罗非鱼）、溪哥仔和红猫（粗首马口鱲）、斗鱼、罗汉鱼、苦花、三角姑（河鮠）、竹蒿头（密鱼）。:117
影响鱼类的6大因素主要是：季节变更、气温高低、水的涨落、风的大小、水的清浊、天气阴晴。:118
- 风：在河流中，钓鲤鱼、鲫鱼、鲠鱼，阴天和微风比无风效果好，因为微风可以增加水中含氧量，又不影响鱼漂。[4]:118台风来临前，钓鱼效果好，因为气压波及鱼类。[4]:119从秋季9月开始，鱼类开始躲藏一直到寒冷的冬天。[4]:120

- 水温：大部分的鱼类，气温低时，不活跃，不摄食。[4]:121夏天炎热水温太高，鲤鱼、鲫鱼都躲藏在树荫、岩石下，垂钓时间主要是清晨和傍晚，中午效果差。[4]:124俗语：春钓滩、夏钓潭、秋钓荫、冬钓阳。[4]:125

- 天气阴晴：无晴无风气闷的天气，鱼类不摄食，微风、微雨的天气，增加水中含氧量，适合钓鱼，大风大雨也不宜钓鱼。[4]:135

- 水位涨落：俗语“涨水鱼奔滩，落水鱼奔潭”。[4]:136

- 水的清浊：水污染严重时，无法钓鱼，即便钓上鱼，也不敢食用；水带青色，岸边的水底可以见底，这种青浊状态适合钓鱼。[4]:137

### 时段
不同的鱼类有不同的作息规律，因此在指定时段内能被成功钓到的概率也不同。钓鱼人需要根据目标鱼种的习性选择作钓时间，并且需要预先查看天气预报来掌握水温、气压和空气湿度等环境信息来估测目标鱼的活跃性。
- 昼钓（daytime fishing）就是在白天有阳光照明的时段钓鱼，是最常见的钓鱼形式；
- 暮钓（twilight fishing）就是在傍晚（或拂晓）光线较暗的时段钓鱼，主要针对曙暮性鱼类；
- 夜钓（night fishing）就是在夜晚钓鱼，一般指太阳西下前后到第二天天亮前后阴暗无光的时间段钓鱼，通常需要配备照明灯观察水面并利用夜行性鱼类的趋光性帮助集鱼。

## 外部連結
- 釣魚頻道（页面存档备份，存于）